# Robert Browning
Vous lisez un « article de qualité » labellisé en 2010.
Pour les articles homonymes, voir Browning.
Ne doit pas être confondu avec Robert Browning (byzantiniste).
Robert Browning, né le 7 mai 1812 à Camberwell (Surrey) et mort le 12 décembre 1889 à Venise, est un poète et dramaturge britannique, reconnu comme l'un des deux plus grands créateurs poétiques de l'Angleterre victorienne, l'égal, quoique dans un style tout différent, de Tennyson.
Il passe son enfance et sa jeunesse dans une famille éprise des lettres et des arts. L'accès illimité à des ouvrages de haut niveau et sa grande curiosité intellectuelle lui permettent d'acquérir un immense savoir et de cultiver son goût pour la poésie. Comme il ne supporte pas d'être scolarisé, ses tentatives d'études secondaires puis supérieures laissent vite place à un parcours intellectuel éclectique.
Toutes ses œuvres sont ambitieuses, souvent longues et écrites en une langue parfois difficile. Le public, comme la critique, sont, à l'occasion, déroutés par son originalité, qui se manifeste aussi dans sa vie personnelle. Ébloui par la lecture de poèmes publiés par Elizabeth Barrett, cloîtrée en sa chambre, il lui écrit pour lui dire son admiration. Ainsi commence une correspondance amoureuse qui se termine en 1846 par un enlèvement, un mariage et une fuite en Italie où le couple voyage et publie pendant quinze ans jusqu'à la mort d'Elizabeth en 1861. À son retour en Angleterre, Browning retrouve les cercles littéraires et les clubs où se réunit l'intelligentsia londonienne.
Ses œuvres les plus importantes sont les recueils Dramatic Lyrics, Dramatic Romances and Lyrics, Men and Women, selon Margaret Drabble, le chef-d'œuvre de sa maturité (« his middle life »), et Dramatis Personae, et le poème narratif The Ring and the Book. Robert Browning y utilise la technique du monologue dramatique, adressé à un auditeur (l'allocutaire) silencieux mais non inerte. La personnalité du locuteur se creuse peu à peu par son seul discours. Sa prise de parole fait apparaître une situation, parvenue à un état de crise présente ou passée, et un ou plusieurs protagonistes, leurs conflits et la résolution, souvent dramatique ou tragique.
Au cours de ses dernières années, Browning publie quinze nouveaux volumes, souvent très longs, quelquefois polémiques, et voyage en France et en Italie où réside son fils, critique, sculpteur et peintre, chez qui il meurt à Venise en 1889. Il repose aux côtés d'Alfred, Lord Tennyson dans le Coin des poètes (« Poets' Corner ») de l'abbaye de Westminster.
Robert Browning tient une place à part dans la littérature victorienne, essentiellement parce qu'il a privilégié l'oralité, non pas de manière euphonique comme Tennyson, mais en restituant le grain de la voix et créant, « entre les différentes voix qui résonnent, un réseau signifiant ». Cette originalité marque et inspire la poésie de certains de ses jeunes contemporains et successeurs, en particulier Ezra Pound et T. S. Eliot.

## Biographie

### Premières années
Né à Camberwell, faubourg du Sud-Est de Londres situé dans le comté du Surrey, Angleterre, Robert est le fils de Robert et Sarah Wiedemann.

#### Un environnement familial cultivé
Son père est employé (comme son propre père) à la Banque d'Angleterre. C'est un homme de culture et d'humeur égale qui joue avec ses enfants à reconstituer, par exemple, le siège de Troie avec les chaises et les tables du salon. Il possède une bibliothèque d'environ 6 000 livres en grec, latin, hébreu, anglais, français, italien, espagnol — ouvrages littéraires ou savants, d'histoire, de philosophie, métaphysique, théologie, science, ou encore d'inspiration ésotérique, présentant parfois un style hermétique qui a peut-être inspiré certains des futurs écrits du poète,. Sa mère, fille de William Wiedermann, négociant allemand établi à Dundee, Écosse, qui a épousé une jeune créole, est membre d'une église évangélique non-conformiste (Congregationalists). Les hautes qualités intellectuelles, artistiques et morales du couple, sa vie de famille affectueuse et simple, son goût pour les choses de l'esprit assurent un environnement propice à l'épanouissement des dons manifestés très tôt par les deux enfants, Robert puis sa sœur cadette Sarianna. Robert, en particulier, est encouragé par ses parents à cultiver son amour des lettres et des arts, la musique, par exemple, dont sa mère, excellente pianiste, lui a transmis le goût et la disposition, au point que très jeune, il compose des arrangements pour certains chants,. De plus, il est autorisé à fréquenter, alors qu'il n'est qu'un enfant, la galerie Dulwich (« Dulwich Gallery »), située non loin de son domicile. Ce musée devient l'un de ses repaires favoris où il savoure le privilège de contempler des Watteau, Poussin et Murillo dont il se souviendra toute sa vie.

#### Précocité et vagabondage culturels

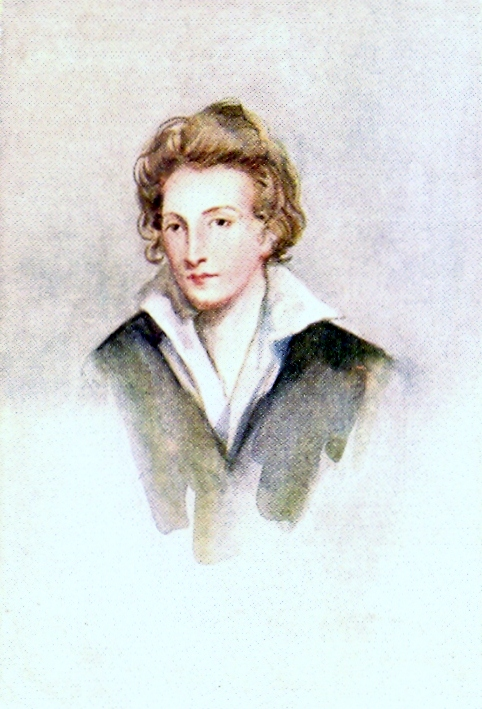
Percy Bysshe Shelley, admiré par le jeune Browning

Dès son jeune âge, en effet, Robert Browning se distingue par sa passion de la poésie et aussi de l'histoire (il dévore les cinquante volumes de la Biographie Universelle). À douze ans, il écrit un recueil de poèmes, Incondita, inspiré par Byron, qu'il détruit lorsque les éditeurs sollicités par ses parents refusent le manuscrit. Après avoir fréquenté deux écoles privées et éprouvé le dégoût de toute vie scolaire, il poursuit ses études avec divers précepteurs.
À quatorze ans, Browning parle couramment le français et l'italien, a une bonne connaissance du latin et du grec. Il admire les poètes romantiques, particulièrement Shelley dont un cousin lui a offert un recueil, Queen Mab en 1825 et dont, pour son anniversaire suivant, il réclame l'œuvre complète. Il l'imite même au point de se déclarer, comme lui, athée et végétarien. Cette adulation aurait déplu à sa mère dont la stricte orthodoxie religieuse considère les idées de Shelley avec horreur. Plus tard, il décrit ce bref épisode comme une passade de jeunesse (a boyish work), mais il est probable que sa secrète trahison lui a laissé un sentiment de culpabilité.

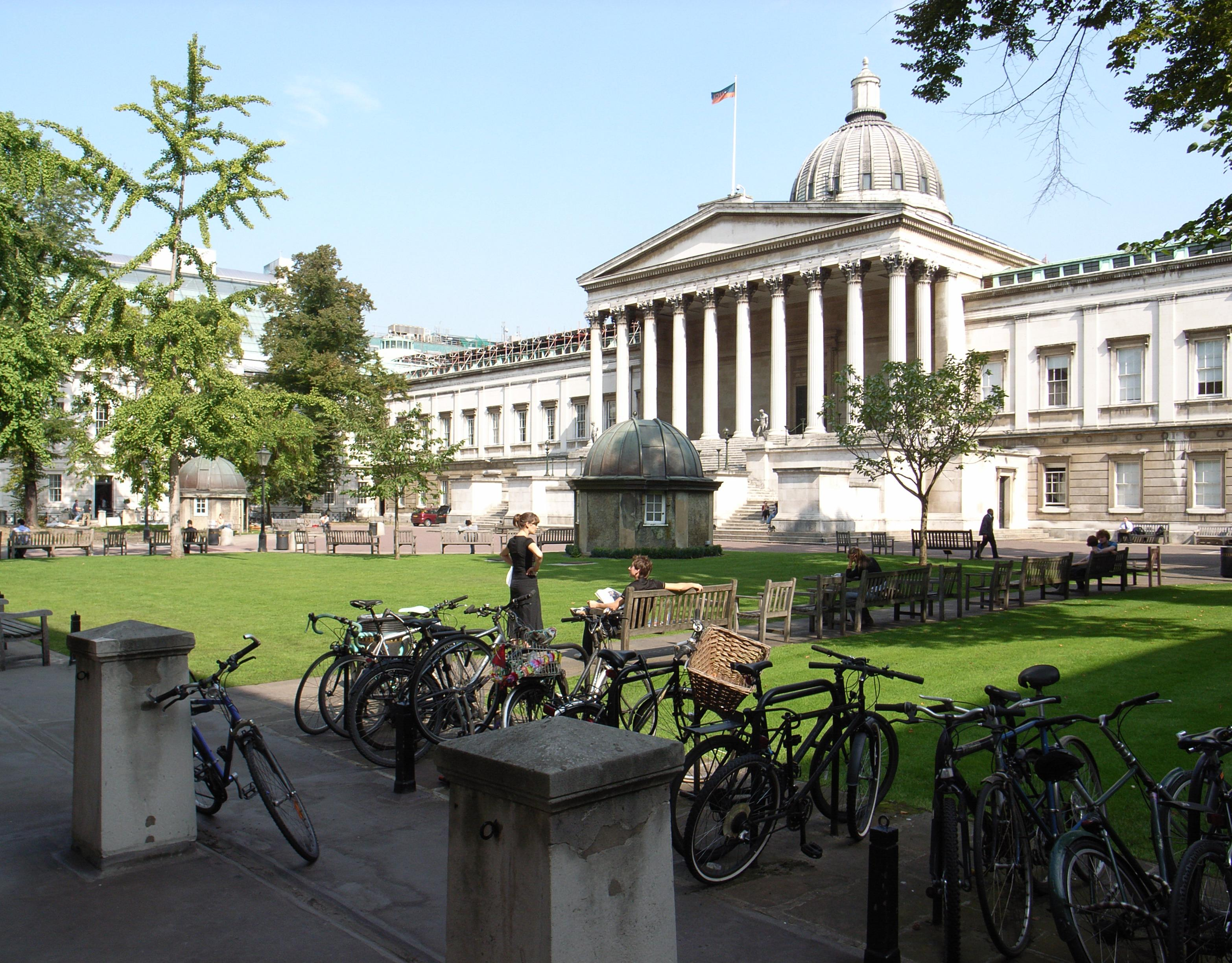
University College, Londres.

À seize ans, il entre au University College de Londres, collège universitaire venant d'être fondé (1828), où il suit quelques cours, mais le quitte à la fin de sa première année. Sa mère consentirait à la poursuite de ses études supérieures, mais uniquement à Cambridge ou Oxford, universités non laïques. Or elles n'acceptent que les étudiants de confession anglicane ; la scolarité universitaire de Robert s'arrête donc là et désormais, son éducation est laissée à la liberté de ses goûts et de ses rencontres. Ce vagabondage culturel est parfois tenu pour responsable de l'obscurité caractérisant certains de ses poèmes. Il s'agit-là d'une explication superficielle : l'écriture originale de Browning relève plutôt de la profondeur de sa pensée, de sa culture et de son génie foisonnant.

### Premières œuvres
En mars 1833, Pauline, Fragment de confession est publié anonymement par Saunders et Otley à compte d'auteur, les frais d'impression ayant été payés par une tante, Mrs Silverthorne. Cet ouvrage marque le commencement de la carrière de Robert Browning.

#### PaulineetParacelsus

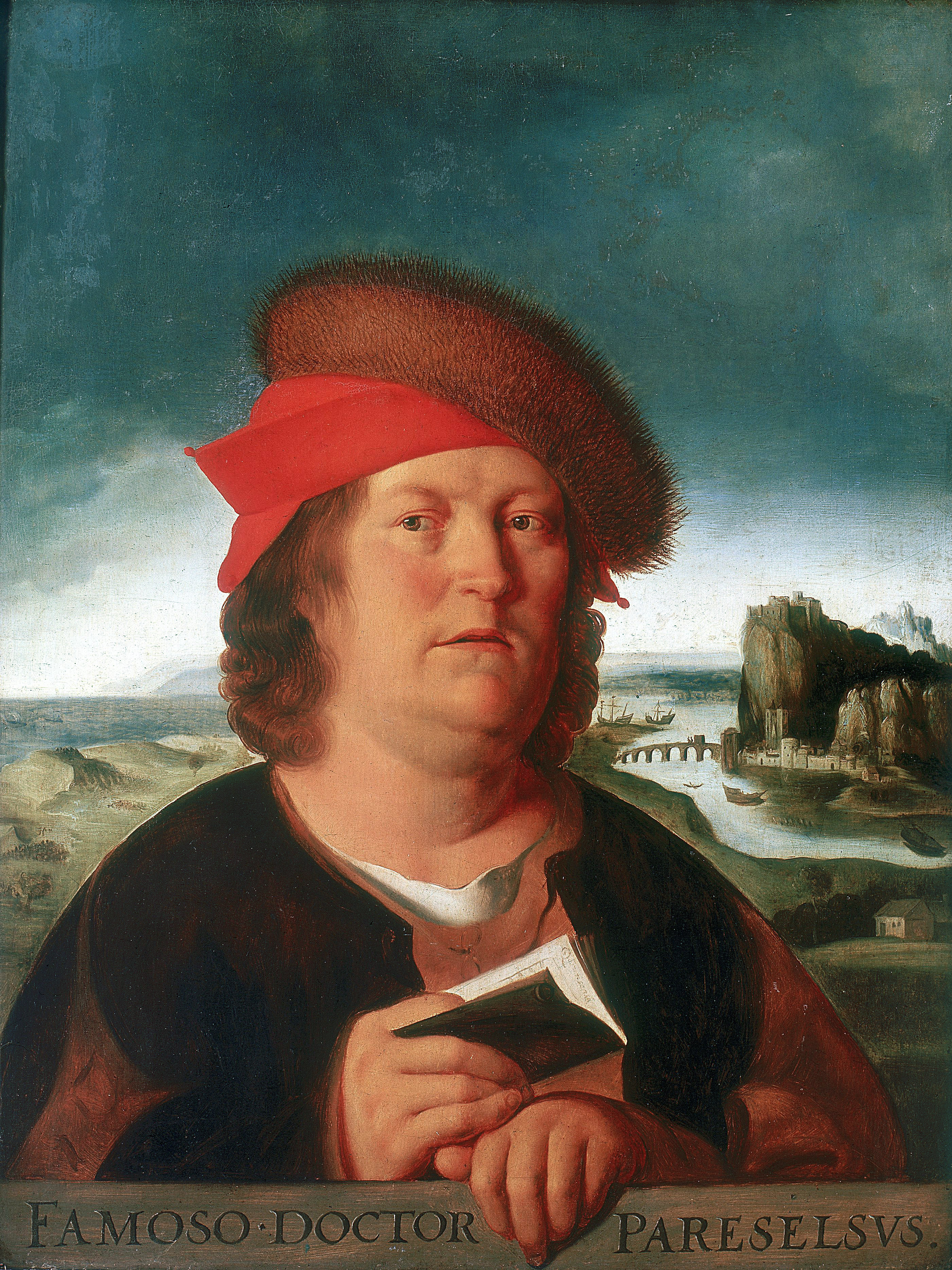
Portrait de Paracelse par Quentin Metsys

Pauline est un long poème composé en l'honneur de Shelley et même écrit en style « shelleyien », dans lequel le poète avoue ce qu'il appelle « [son] indignité », et exprime son désir « d'être tout, d'avoir, de voir, savoir, goûter, ressentir tout ». Au départ, Browning considère Pauline comme le premier d'une série écrite par plusieurs avatars de lui-même, le poète, le compositeur, etc., mais bientôt, il abandonne le projet. La presse, pourtant, ne reste pas insensible : W. J. Fox discerne les mérites de l'ouvrage dans The Monthly Repository d'avril 1833. De même, Allan Cunningham en fait l'éloge dans The Athenaeum. Des années après, sans doute en 1850, Rosetti le découvre dans la salle de lecture du British Museum et écrit à Browning, alors à Florence, pour lui demander « s'il est l'auteur d'un poème appelé Pauline ». Plus tard, Browning éprouve un certain embarras à l'égard de ce texte et ajoute une préface quelque peu contrite à l'édition parue en 1868 de ses Collected Poems, dans laquelle il sollicite l'indulgence pour une œuvre qu'il dit être de jeunesse (a boyish work),, et entreprend d'importantes modifications, remarquant qu'« avoir supporté pendant vingt ans une telle horreur paraît suffisamment long ».
L'année de la publication de Pauline, déçu par une critique défavorable de John Stuart Mill qui avait écrit que son auteur souffrait d'un « narcissisme intense et morbide », Browning prend la résolution de ne plus jamais se dévoiler et part à Saint-Pétersbourg avec George de Benkhausen, consul général de Russie dont il devient le secrétaire, voyage dont il se souviendra lors de la rédaction de Ivan Ivanovitch en 1879. Il semble qu'il ait alors envisagé une carrière diplomatique, mais sa candidature est refusée. À son retour de Russie, il part pour la première fois en Italie (1834). L'année suivante, il publie Paracelsus, dont le sujet aurait été inspiré par le comte français Amédée de Ripert-Monclar auquel il est dédié, théâtre dans un fauteuil écrit en six mois et concernant le docteur et alchimiste suisse du XVIIIe siècle Paracelse et ses amis. L'édition, signée du poète et que finance Mr Browning père, reçoit quelque succès commercial et critique, attirant notamment l'attention de Wordsworth, Dickens, W. S. Landor, Carlyle, John Stuart Mill et de divers autres hommes de lettres éminents, en particulier du déjà célèbre Tennyson. C'est un monodrame sans action, avec pour seul ressort l'enthousiasme, le dédain, les anxiétés du doute, la passion, les joies de la certitude, le sentiment de la puissance intellectuelle, le désespoir ressenti par un grand esprit se reconnaissant au-dessous de sa haute mission. Comme l'écrit E.-D. Forgues, « Paracelse, traitant avec toute la rigueur didactique du professorat les sujets les plus ardus de la métaphysique, ne se fait pardonner l'aridité de ses définitions que par une extrême vigueur de style, et en multipliant les plus riches nuances sur la trame de ses interminables raisonnements. Souvent même cette verve d'argumentation s'élève à une véritable éloquence ».
Dès la réception de Paracelsus, Browning envisage une autre histoire d'âme dans laquelle, selon sa propre formulation, un être serait conduit, au dernier moment et après bien des « semblants d'échec », à reconnaître « la mission salvatrice réconciliant la finitude avec l'infini ». Cet être d'exception sera Sordello.

#### Membre de l'intelligentsia etSordello

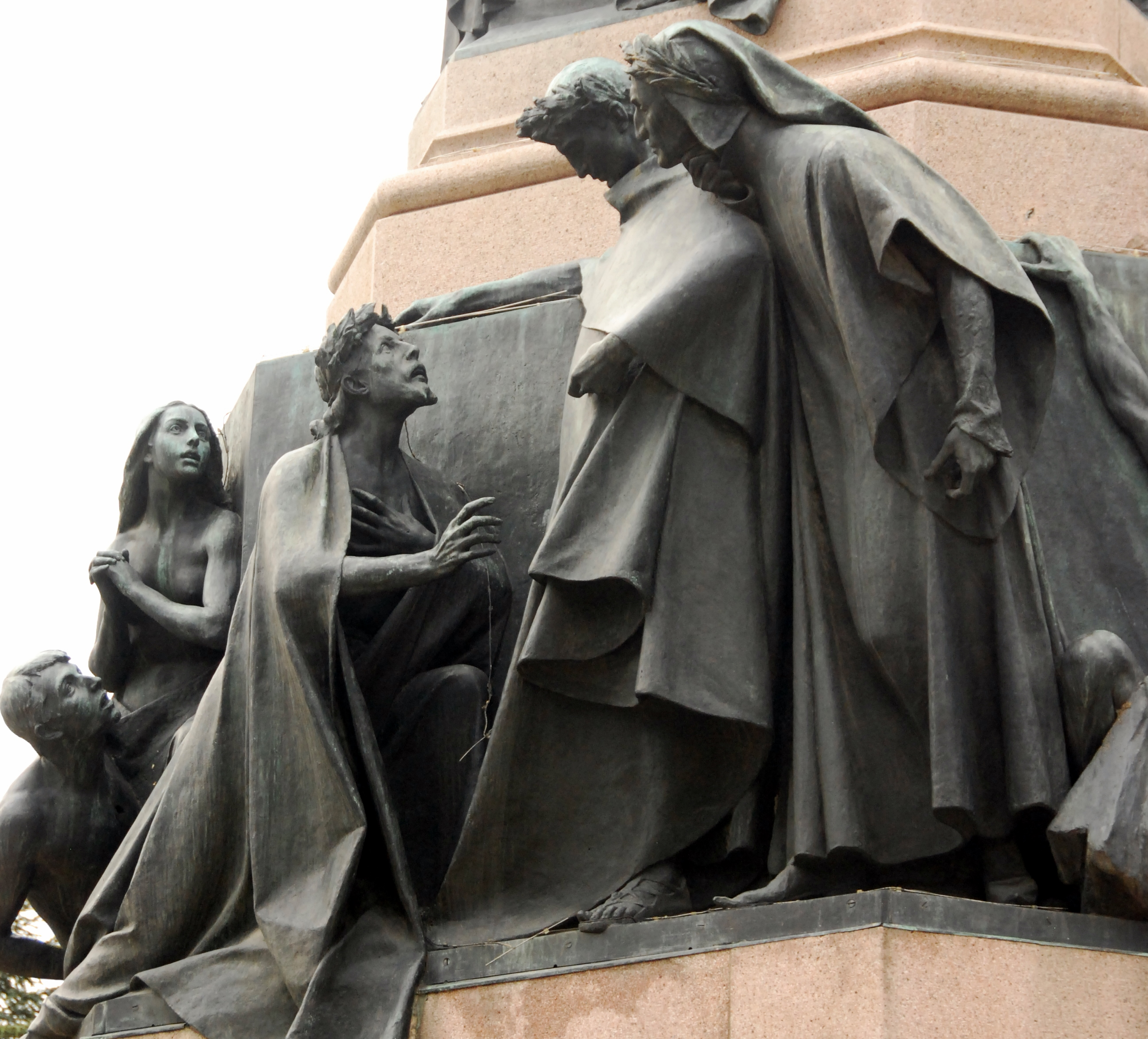
Dante et Virgile rencontrent Sordel (Sordello) dans le Purgatoire. Monumento a Dante a Trento de Cesare Zocchi (1896).

Désormais, Browning est admis dans le monde des lettres londonien où, très demandé, il est admiré pour sa vivacité d'esprit et son style flamboyant. Il se lance alors dans deux aventures littéraires : une série de pièces de théâtre qui n'ont aucun succès, mais qui sont « séminales pour l'élaboration des futurs monologues dramatiques », et surtout Sordello, autre très long poème (après Paracelsus) écrit en blank verse, dont le tout début, déclaration mystérieuse et intrigante, sert d'amorce pour la curiosité du lecteur : « Quiconque le voudra bien peut entendre raconter l'histoire de Sordello. Histoire ou conte, qu'importe ? Qui me croit sur parole verra cet homme suivre sa fortune, tout comme moi, jusqu'au bout. Vous n'avez pour cela qu'à me croire. Me croirez-vous ? »
Le sujet apparent en est la biographie imaginaire du barde de Mantoue évoqué par Dante dans sa Divine Comédie au chant VI, 1 du Purgatoire, avec, comme arrière-plan, une sombre inimitié dans le Nord de l'Italie médiévale à l'époque des guerres entre les Guelfes et les Gibelins, sujet difficile pour un public habitué aux annotations expliquant les fictions historiques. En fait, il s'agit d'un déguisement derrière lequel Browning, comme dans les poèmes précédents, pose le problème de l'artiste face à la société. La verve bavarde, l'hermétisme du style, l'abondance des références font que l'œuvre devient vite le bouc émissaire de la critique anti-Browning, si bien que le jeune auteur se voit tourné en dérision et même évité par de nombreux confrères. Sa carrière en souffre et il ne retrouvera son entière place auprès du public qu'avec la publication de The Ring and the Book, (L'Anneau et le Livre), presque trente ans plus tard.
Pour cet échec, Browning ne s'en prend à personne, déclarant : « Je ne blâme personne, pas même moi, qui ai fait de mon mieux alors et depuis ». Pourtant, le poème contient, dans son introduction et dans sa conclusion, des vers affichant une sorte d'obscure provocation, comme un voile de mépris pour le public. Ainsi :
| […] ye who like me not, (God love you!)—whom I yet have laboured for, Perchance more careful whoso runs may read Than erst when all, it seemed, could read who ran. | […] vous qui ne m'aimez pas, (Que Dieu vous aime !) —pour qui j'ai tant peiné, Peut-être plus attentionné lira celui qui court Qu'hier lorsque, semble-t-il, tous couraient qui savaient lire,. |

#### Browning dramaturge: l'échec

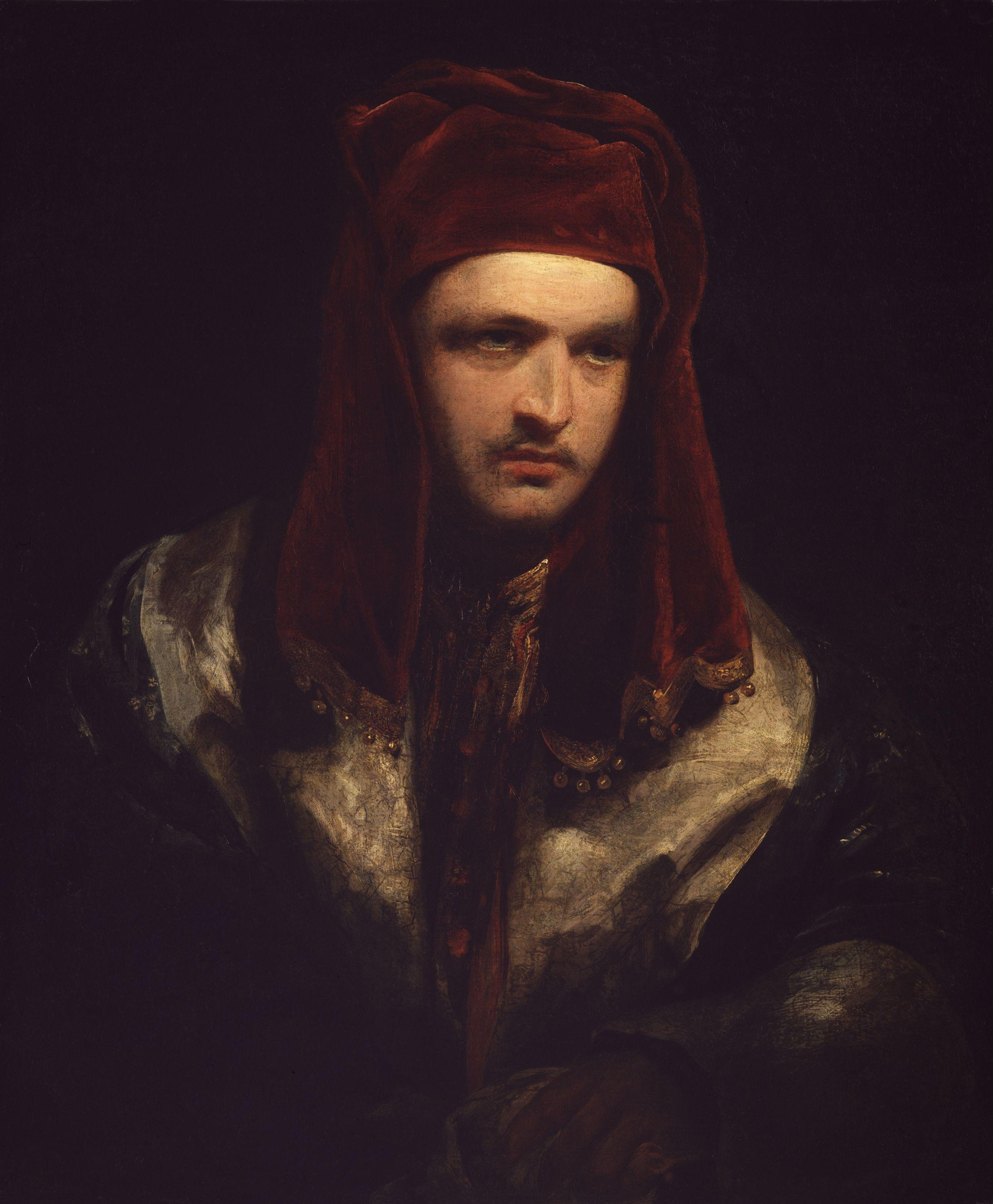
William Charles Macready, qui tint le rôle de Strafford (portrait par John Jackson).

La préoccupation majeure de Browning étant le personnage humain en action, il se sent prêt pour l'un des grands genres traditionnels persistant à l'époque, la tragédie. Ce sera Strafford dont le sujet lui a sans doute été inspiré par son ami Forster qui, aidé par le poète, avait rédigé la biographie de ce grand homme d'État. Browning révèle son enthousiasme dans sa préface où il se déclare prêt à : « rafraîchir son esprit épuisé en l'orientant vers les saines personnalités d'une grande époque ». L'acteur vedette du moment, Macready, l'a lui aussi encouragé : « Écrivez une pièce, Browning, pour me retenir d'aller en Amérique ».
La pièce est donnée à Covent Garden le 1er mai 1837 et ne connaît que cinq représentations ; Browning, du coup, jure qu'il n'écrira jamais plus pour le théâtre. Diverses raisons furent mentionnées pour expliquer cet échec. L'action est située dans l'Angleterre de la première moitié du XVIe siècle, à la veille de la Guerre civile. Le ressort dramatique de Strafford est la collision, très cornélienne, de deux loyautés, celle de Strafford pour le roi (Charles Ier) et celle de Pym pour l'Angleterre. Les faits et les sentiments s'entrecroisent : le roi, qu'aime Strafford, ne fait rien pour le sauver, et Pym, qui aime Strafford, est contraint de l'envoyer à la mort. Il a été reproché aux personnages, donc à Browning, leur état d'exaltation permanente, leur éloquence déclamatoire et leur acharnement à justifier chacune de leurs décisions. La rhétorique l'emporte donc sur l'action qui n'atteint pas les paroxysmes de tension que requiert la tragédie.

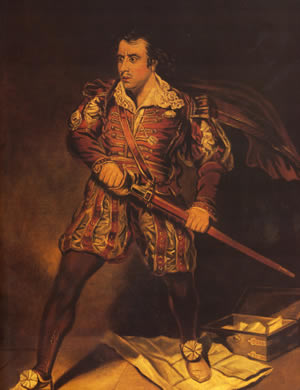
Edmund Kean, par Sir Giles Overreach.

Browning, malgré son vœu, a écrit d'autres pièces (huit en tout), dont, en 1843, A Blot in the Scutcheon (« Une tache sur l'écusson »), à nouveau pour Macready, et le Times vilipenda cette nouvelle pièce (« L'un des drames les plus mal faits auquel nous ayons jamais assisté », critique reprise par The Athenaeum (« déroutant et désagréable »). En mars 1844, Colombe’s Birthday (« L'Anniversaire de Colombe ») est composé pour Kean dont les exigences sont telles que la pièce, produite par Phelps avec Helen Faucit comme héroïne, ne voit le jour qu'en 1853. Elle ne reste à l'affiche que pendant deux semaines. Forster publie alors une critique dans laquelle il déclare « détester les goûts de Browning tout autant [qu'il] en respecte le génie ». Browning en conclut qu'il y a trop de « paillettes et de boue » dans le monde des acteurs, et renonce définitivement à la scène.
Ce n'est donc pas au genre théâtral qu'il doit d'être resté dans les annales de la littérature. Ses drames manquent de mouvement, sa méthode reste statique, ses personnages semblent imperméables aux événements extérieurs qui ne les incitent qu'à déclamer ce qu'ils ont en eux et qui est déjà connu. Les pièces de Browning sont de grands morceaux de bravoure mais ne touchent pas,.

#### La découverte de l'Italie
Son premier voyage en Italie, entrepris en 1838, le conduit à Venise et inspire Pippa Passes (« Pippa qui passe »), introduction à une série de « Pamphlets » rassemblés sous le titre général Bells and Pomegranates (« Clochettes et Grenades ») et publié en 1840. Pippa Passes et les volumes Dramatic Lyrics (« Poèmes lyrico-dramatiques »), paru d'abord en 1842, et Dramatic Romances and Lyrics (« Romances dramatiques et Poèmes lyriques ») de 1845, représentent le premier corpus de poèmes qu'on lit pour leur lyrisme et leur félicité d'expression. À ce titre, ils figurent toujours au palmarès du poète.
En 1844, Browning se rend en Italie pour la deuxième fois et, à son retour, l'attendent les deux volumes de poèmes d'Elizabeth Barrett.

### Mariage avec Elizabeth Barrett

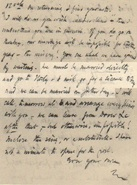
Robert à Elizabeth, 10 septembre 1846, deux jours avant le mariage clandestin.

Début 1845, Browning, admiratif de certaines de ses œuvres et ravi d'y découvrir une référence le concernant, commence à correspondre avec Elizabeth Barrett.

#### La correspondance amoureuse
Poétesse de renom, Elizabeth Barrett est atteinte d'une sorte de paralysie et se cloître depuis le décès accidentel de son frère préféré. De plus, son état est aggravé par d'importantes prescriptions d'opium et aussi l'affection despotique que lui porte son père. Les deux poètes se font une cour secrète par lettres interposées. La première missive de Browning, du 10 janvier 1845, a été plutôt hardie : « J'aime (love) vos vers de tout mon cœur, chère Miss Barrett […] dans cet acte de m'adresser à vous, à vous-même, mon sentiment s'élève pleinement. Oui, c'est un fait que j'aime (love) vos vers de tout mon cœur, et aussi que je vous aime (love), vous, », mais après de nombreuses réticences, Elizabeth, poussé par son ami John Kenyon, accepte que son admirateur lui rende visite, ce qui a lieu le 20 mai 1845. Désormais, il fréquente le 50 Wimpole Street presque tous les jours, couvre la chambre de la malade de fleurs et en 1846, il se décide à intervenir et organise le départ clandestin d'Elizabeth.

#### Le mariage et la vie heureuse en Italie
L'union clandestine

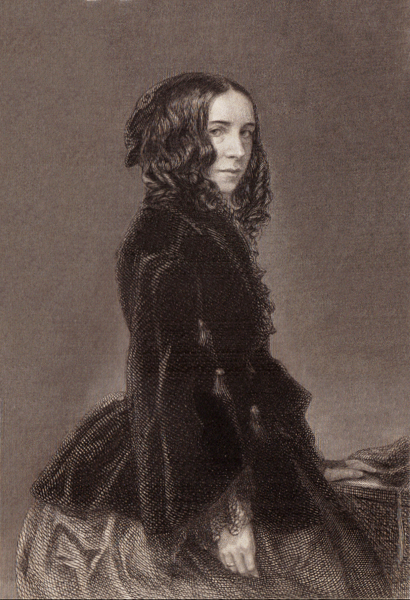
Elizabeth Barrett Browning en 1859.

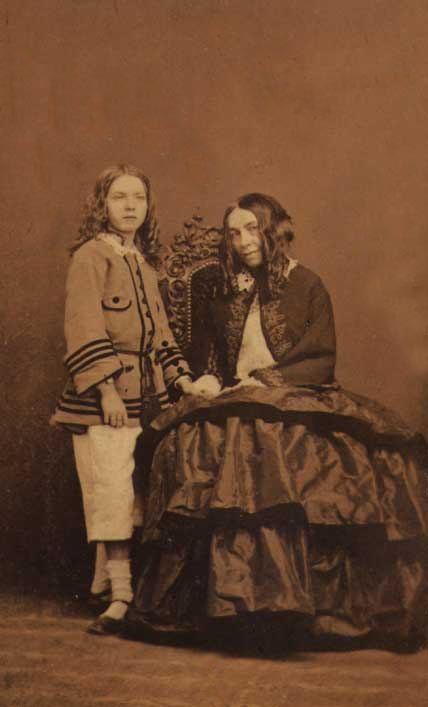
Elizabeth Barrett Browning et son fils Pen

Le 12 septembre, accompagnée de sa nurse Wilson, Elizabeth trouve la force de se lever et rejoint Browning. Le couple se marie en l'église paroissiale de St. Marylebone en une demi-heure, Miss Wilson et un ami ayant servi de témoin. Après quoi, les deux femmes reviennent à la maison où elles restent une semaine par respect des convenances et afin de préparer leur fuite,.
La fuite en Italie

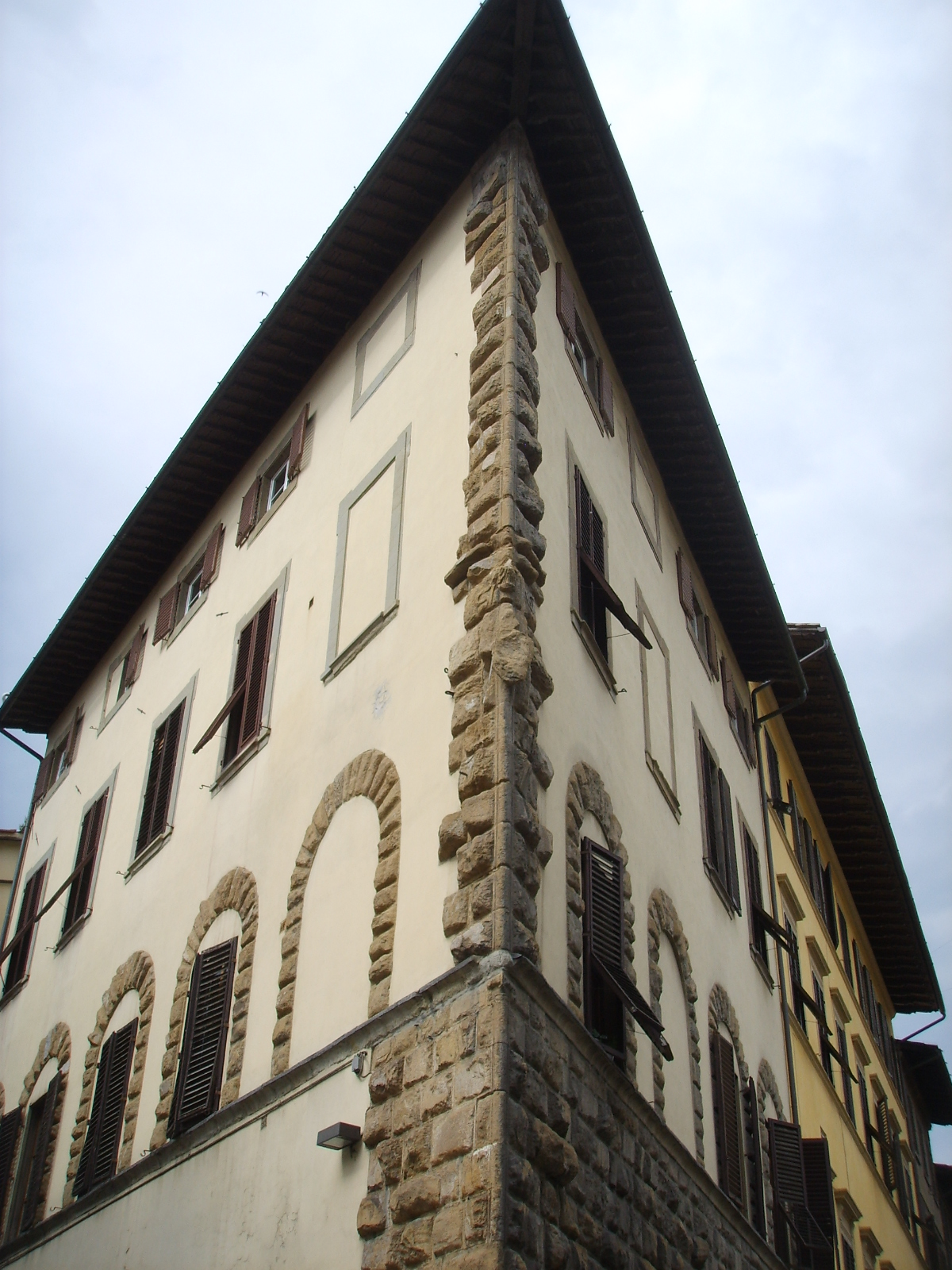
Vue d'angle de la Casa Guidi

Comme l'un des héros de son enfance, le poète Percy Bysshe Shelley qui a enlevé Mary Wollstonecraft Godwin, ensuite connue sous le nom de Mary Shelley, l'auteur de Frankenstein (mais Mary n'avait que seize ans !), Robert Browning s'enfuit huit jours plus tard en Italie avec Elizabeth. L'Italie a été choisie pour plusieurs raisons : le climat, la vie moins chère, les arts et la culture. Le 19 septembre, la recluse quitte discrètement le 50 Wimpole Street, toujours accompagnée de la nurse et aussi, cette fois, du cocker doré Flush. Les fuyards doivent passer devant la salle à manger où se trouve Mr Barrett et Elizabeth murmure : « Si Flush aboie, nous sommes perdus ».
Flush n'aboie pas ; commence alors pour le couple une errance géographique et intellectuelle, à partir d'un logement provisoire à Florence, puis, dès l'été 1847, de leur base de Casa Guidi, Via Bassio, près du Palais Pitti,,. Ainsi, les poètes voyagent de ville en ville, Rome, Sienne, Bagni di Lucca, Paris et même Londres, pendant plusieurs années (Voir l'article Elizabeth Barrett Browning). Mr Barrett a beau menacer de tuer le chien, qui est déjà loin, puis déshériter sa fille, comme il le fait de chacun de ses enfants qui transgresse son opposition au mariage, la rente personnelle d'Elizabeth, héritage d'un oncle décédé en 1837, permet au couple de connaître une petite aisance, d'autant que les Browning ne courtisent pas les richesses et aiment à vivre frugalement.
En 1849 à Florence, après plusieurs fausses couches, Elizabeth donne naissance à un fils, Robert Wiedemann Barrett Browning, connu sous le petit nom de « Penini » (ses premiers balbutiements), raccourci en « Pen ».
La mort d'Elizabeth et le retour
Elizabeth, peu à peu affaiblie par ce qu'on croit être une affection pulmonaire et obligée de garder la chambre pendant plusieurs mois, meurt en 1861 dans les bras de son mari. Elle est inhumée au Cimitero degli Inglesi, également connu sous le nom de « Cimetière protestant » de Florence. Browning revient alors en Angleterre avec Pen. Ce dernier retournera vivre à Florence où il fera carrière comme sculpteur et peintre, et où Browning lui rendra visite plusieurs fois. Comme Robert Wiedemann Browning, quoique marié, n'eut pas d'enfant, les célèbres poètes sont restés sans descendance.
Dès le premier jour, Robert Browning et Elizabeth Barrett ont reconnu l'un en l'autre l'être supérieur dont ils avaient besoin. Seuls, ils se sentaient faibles, vulnérables, dépendants, dénués de ligne de vie. Chacun a offert à l'autre la force structurante qui lui manquait. Leur rencontre les aura métamorphosés, et cette métamorphose se retrouve dans nombre de poèmes tant de l'un que de l'autre.

### Au sommet de son art
En 1850, Browning a présenté au public Christmas-Eve and Easter-Day (« Veille de Noël et Jour de Pâques »), d'inspiration à nouveau religieuse (voir sections infra : « Thématique » et « Interaction avec Elizabeth Barrett Browning »).
En 1855, paraît Men and Women (Hommes et femmes).
C'est une série de cinquante monologues dramatiques dits par des personnages historiques, tels Fra Lippo Lippi et Andrea del Sarto, ou d'autres qui sont parfois fictifs, voire sans nom, parfois le poète déguisé, comme dans Love Among the Ruins (« L'Amour parmi les ruines ») ou Two in the Campagna (« À deux dans la campagne romaine »). Un cinquante-et-unième, One Word More (« Un mot de plus »), dont Browning est nommément le locuteur, est consacré à son épouse, 1855. Hommes et femmes - titre extrait d'un vers des Sonnets from the Portuguese (« Sonnets portugais ») d'Elizabeth - est souvent considéré comme son recueil le plus réussi,. Pourtant, lors de sa parution, il ne trouve que peu d'acheteurs et de lecteurs.

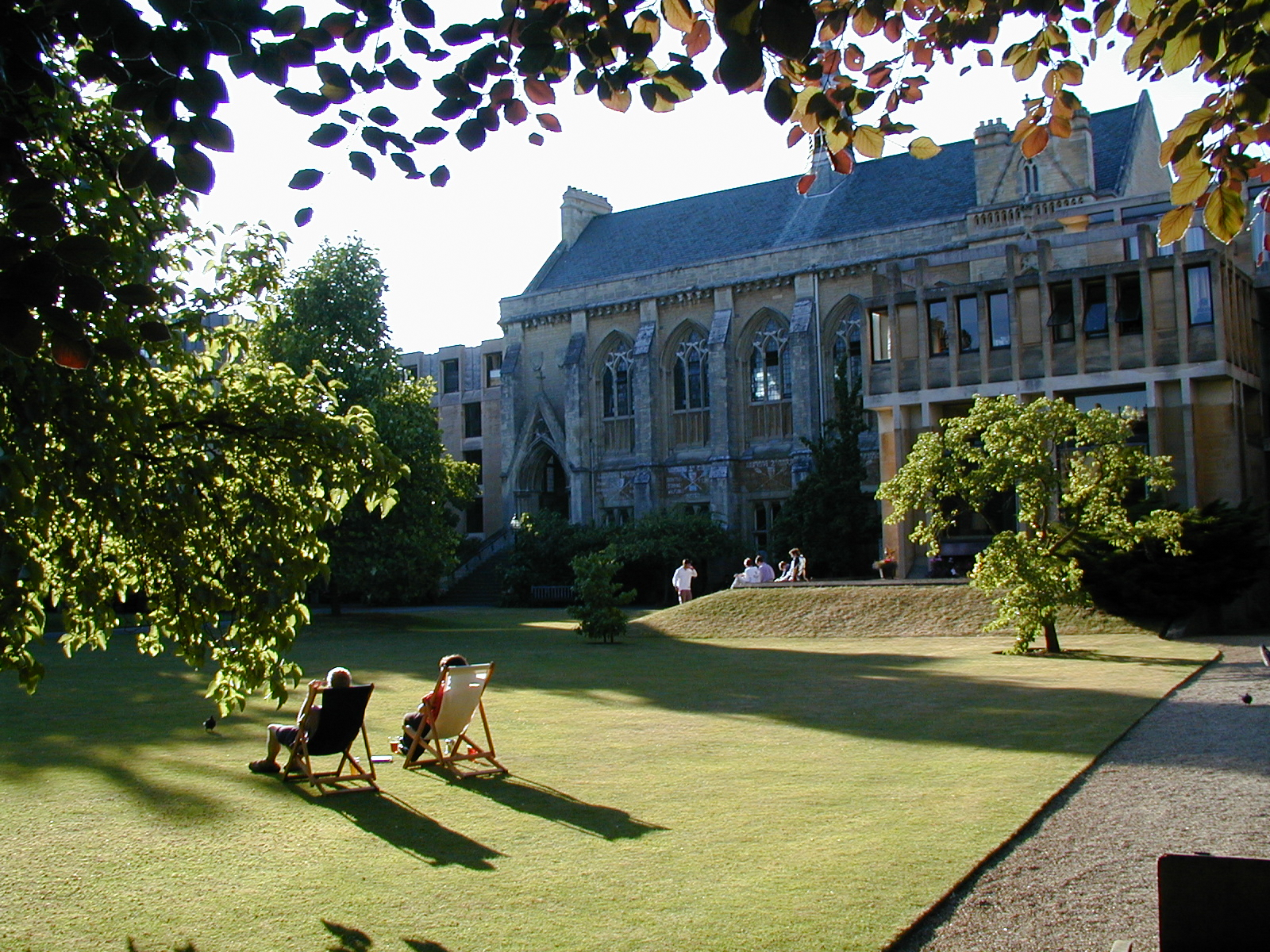
Balliol College, à Oxford, où Robert Browning reçut en 1867 le titre de Docteur Honoris Causa

En 1862, Browning publie une édition complète de ses poèmes qui est bien accueillie. Deux années plus tard, paraît une œuvre à laquelle il travaille depuis neuf ans, Dramatis personae, 1864, affirmant à nouveau sa réputation. Dramatis personae rassemble dix-huit poèmes, plus sombres que ceux de Men and Women, avec pour vecteur d'expression le même monologue dramatique dit par des personnages historiques, littéraires ou fictifs. Browning fait de plus en plus écho aux problèmes sociaux, en particulier ceux des femmes mal mariées, ou aux controverses religieuses de son temps, et traite aussi du spiritisme. Dramatis personae est son premier volume à se vendre suffisamment pour mériter une deuxième édition, et le statut littéraire de l'auteur est officiellement reconnu par l'octroi en 1867 d'un B.A. Honoris Causa du Balliol College à Oxford et, en 1879, d'un PhD de Droit à Cambridge,.

### Les vingt dernières années

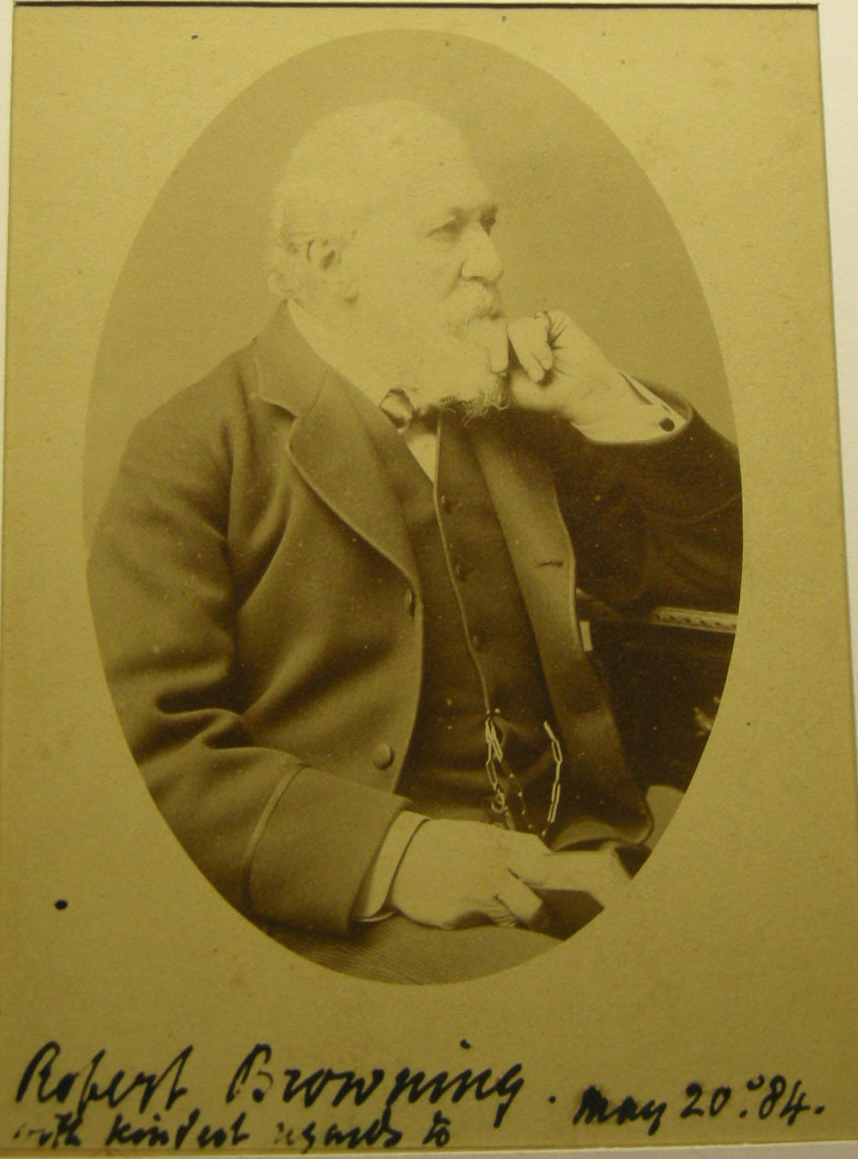
Robert Browning vieillissant (20 mai 1884).

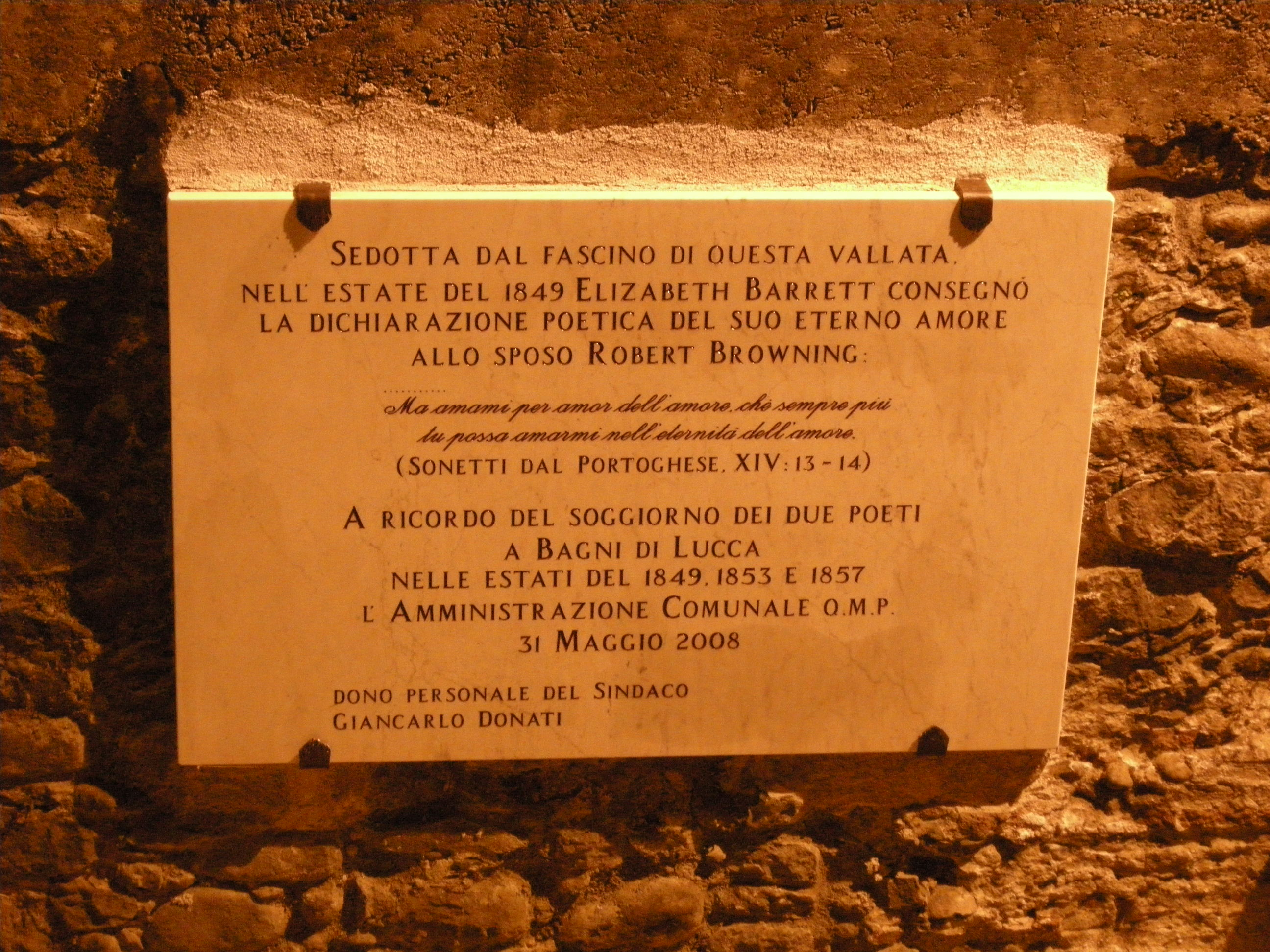
Plaque apposée à Bagni di Lucca en hommage à Elizabeth Barrett et Robert Browning.

Pendant les vingt dernières années de sa vie, Browning redevient l'auteur prolifique qu'il a été au début de sa carrière. Il voyage beaucoup et fréquente à nouveau l'intelligentsia londonienne qui voit en lui « un seigneur des lettres ».

#### La gloire tranquille

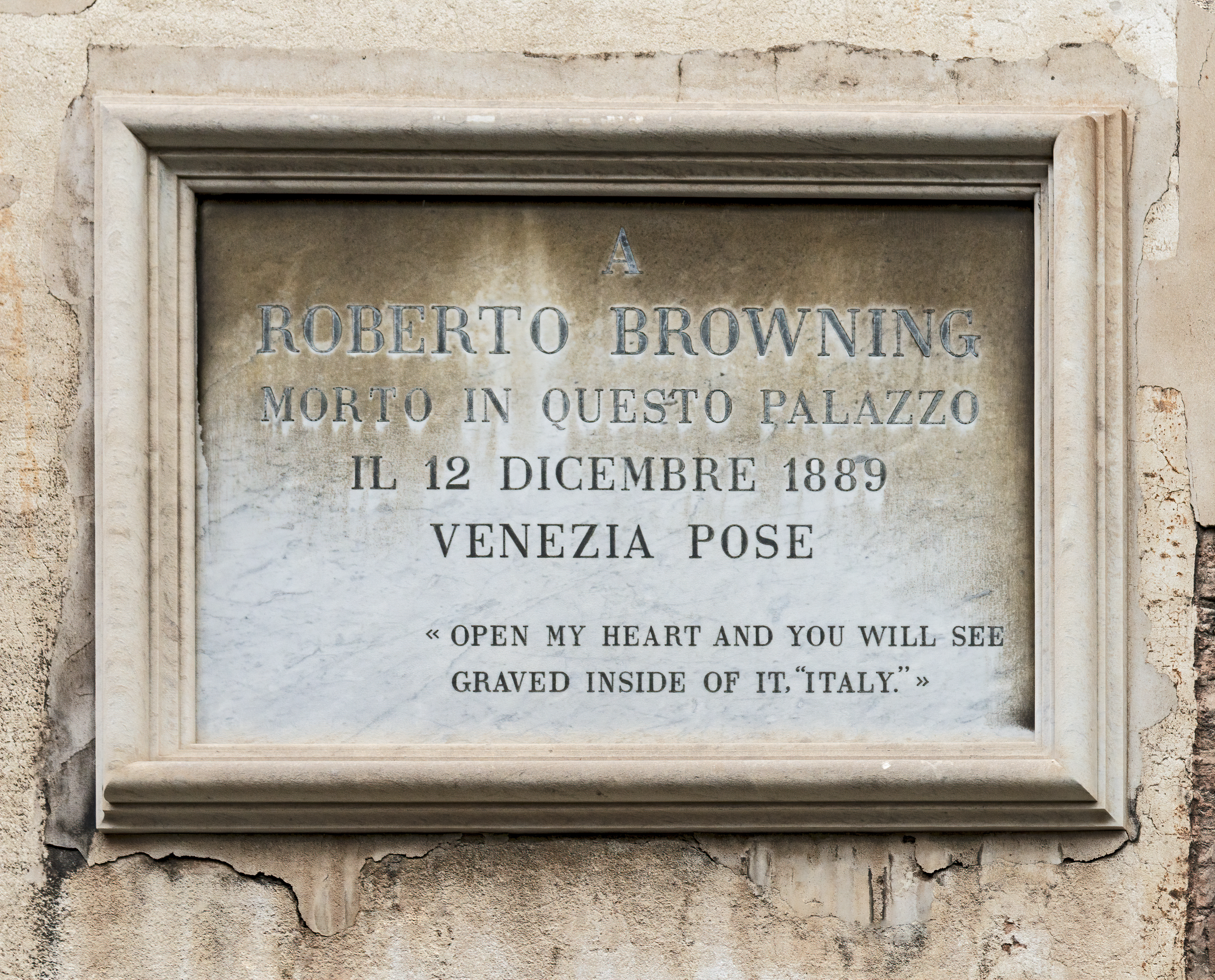
Plaque sur la Ca' Rezzonico, à Venise, où mourut Robert Browning.

Quinze volumes sont publiés, dont Fifine at the Fair (« Fifine à la foire ») et  Red Cotton Night-Cap Country (« Au pays du bonnet de nuit de coton rouge »), qui se situe en France où le poète passe six mois chaque année.
Puis, Browning se remet à des compositions de moindre ampleur. Le volume Pacchiarotto, and How He Worked in Distemper (« Pacchiarotto ou Comment il travailla dans la mauvaise humeur ») vise le poète lauréat Alfred Austin qui ne l'avait pas ménagé du temps de sa défaveur. En 1887, à soixante-quinze ans, Browning écrit l'œuvre majeure de ses dernières années, Parleyings with Certain People of Importance in Their Day (« Discourant avec des gens d'importance en leur temps »). Le poète s'y exprime de sa propre voix, dialoguant avec les célébrités oubliées de l'histoire littéraire, artistique et philosophique. Une fois de plus, le public victorien se trouve dérouté et Browning retourne au texte court et concis pour son ultime volume, Asolando, paru en 1889, le jour même de son décès. L'épilogue de ce recueil décrit la vie comme « un combat », « une marche en avant », mots martiaux, peut-être symbolisant l'avancée triomphale de ce chercheur d'âmes dans son exploration de l'individu humain, lui-même y compris, par le truchement de l'expression poétique : « Non, au turbulent midi d'une journée d'homme / Salue l'inconnu avec un hourrah ! / Peine et prospère ! Crie : Vite, poursuis le combat, et à jamais ta route / Là comme ici, ! »

#### La mort en Italie

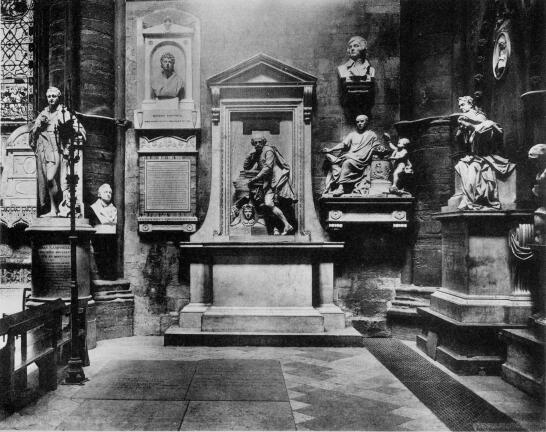
Abbaye de Westminster, « Le Coin des poètes ».

Selon certains témoignages, Browning a eu une liaison avec Lady Ashburton dans les années 1870, sans pour autant se remarier. En 1878, il revient en Italie pour la première fois depuis la mort d'Elizabeth, puis y retourne à plusieurs occasions. Il meurt à 77 ans chez son fils, au palais Ca' Rezzonico de Venise en décembre 1889, le jour même où son poème Asolando est publié. Comme nombre de ses illustres confrères en littérature, il est inhumé dans le coin des poètes de l'abbaye de Westminster, le 31 décembre 1889, où le rejoindra Alfred, Lord Tennyson, l'autre grand poète anglais de l'époque victorienne.

## Le monologue dramatique
Les « échappées de son pouvoir intérieur »
Robert Browning n'a pas lui-même forgé l'expression, qui n'est apparue qu'en 1857 sous la plume du poète George W. Thornbury. Dans son « Avertissement aux lecteurs », lors de la première publication de Dramatic Lyrics en 1842, il écrit : « Des poèmes tels que ceux-ci, se présentent de façon appropriée, je pense, sous le titre de « Poèmes dramatiques », bien qu'ils soient, pour la plupart, d'expression lyrique, relevant toujours du principe dramatique, et toutes les voix de personnes imaginaires, pas la mienne, ». Comparé à un dramaturge comme Shakespeare ou un romancier du drame humain tel que Walter Scott et à leur différence, il transparaît dans chacun de ses poèmes. Dans une lettre à Elizabeth Barrett, il les qualifie d'« échappées de [son] pouvoir intérieur, telle la lumière d'un phare intermittent qui bondit à intervalles réguliers d'une étroite fissure ». De fait, ces œuvres portent en elles l'âme de leur créateur, « vive, entreprenante, prégnante de sens et de passion ».
L'« introspection d'autrui »
Charles Du Bos, dans son essai sur les Browning, condense en une formule paradoxale l'essentiel de la démarche : le poète se livre, écrit-il, à « l'introspection d'autrui ». Cette « introspection d'autrui » sera menée avec des personnages d'une totale diversité : l'étrange, le complexe, le monstrueux, le magnifique, l'ordinaire, tout est intéressant en soi et rien n'est indigne de l'art du poète qui n'a ni à approuver ni à condamner. Dans la préface de Sordello, Browning avait écrit que son propos était « les incidents jalonnant le développement d'une âme », « le reste ne méritant pas souvent d'être étudié ». Certes, il n'en avait pas fait un dogme, mais son but resta identique tout au long de ses poèmes dramatiques.
Un auditeur silencieux

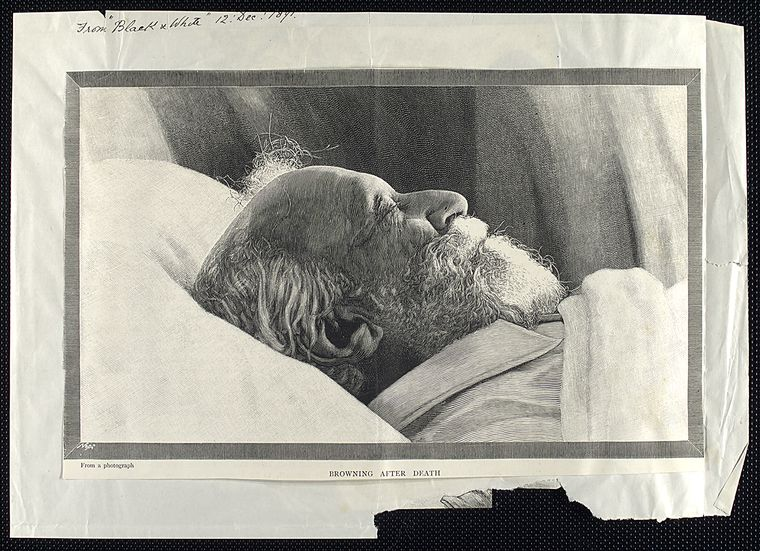
Robert Browning, sur son lit de mort (1889).

Un monologue dramatique a pour fonctions de dépeindre un cadre, narrer une action et révéler la personnalité du locuteur. À la différence du soliloque dans lequel le personnage, seul (solus) et déjà connu, est censé marquer un temps d'arrêt avant une décision qui fera progresser l'action, le monologue plonge ex abrupto le lecteur dans une crise dont il ne sait rien et dont il apprendra tout. Selon M. H. Abrams dans son Glossaire des termes littéraires, publié pour la première fois en 1957, le monologue dramatique se définit en particulier par un locuteur s'adressant à un auditeur silencieux implicite, dont les réactions transpirent cependant dans les inflexions du discours monologué. Ainsi, ce personnage, soudain disert, laisse échapper, par inadvertance ou sciemment, des informations capitales le concernant, si bien que se dessinent peu à peu les contours d'une situation insolite, la plupart du temps conflictuelle. Les actions passées se voient donc rassemblées et leur apparente incohérence expliquée. C'est à un plaidoyer qu'est convié le lecteur, mais au second degré. En effet, l'allocutaire écoute, voire intervient par des gestes ou des mimiques, mais ces réactions ne transpirent, elles aussi, que par le discours du locuteur,.
Une composition savante et structurée
Cette pensée à haute voix ne se livre pas spontanément au fil d'associations d'idées, mais en une composition savante et structurée, qu'elle soit mise en garde, confession, épanchement ou plaidoirie. On parle ainsi de « monologue lyrique » lorsque le protagoniste s'adresse à un public imaginaire, comme c'est presque toujours le cas chez Browning ; il y a quelques exceptions, dont Porphyria's Lover (cf. ci-après), mais, de toute façon, le lecteur reste le seul public véritablement visé. La plupart du temps, cependant, l'auditeur, témoin privilégié, peut lui-même devenir acteur du drame, parfois victime potentielle, mais, le plus souvent, il est conduit à jouer le rôle d'un juré virtuel.
À personnages douteux, perfection du discours
Les personnages choisis par Browning sont souvent de morale douteuse (Soliloquy of the Spanish Cloister), voire atteints de troubles psychotiques extrêmes (Porphyria's Lover, My Last Duchess) ayant conduit jusqu'au crime. Tout l'art du poète consiste à présenter le cas de telle façon que l'auditeur puisse, à certains moments, ressentir de la crainte ou de la pitié, et peut-être de l'estime et de l'indulgence pour ce pervers dont l'habile rhétorique trouble le jugement et l'appréciation des faits, voire suscite l'admiration, ne serait-ce que pour la perfection de son discours (My Last Duchess).
Le monologue dramatique est porté à sa perfection par Browning dans Men and Women,. Dans une lettre à son ami français Joseph Milsand, Browning note : « Je suis en train d'écrire un premier pas vers ma popularité, des poèmes lyriques avec plus de musique et de peinture qu'avant, afin que les gens entendent et voient ».

### Porphyria's Loverou l'énigme du mal
Porphyria's Lover (L'Amant de Porphyria), fut d'abord publié sous le titre Porphyria en janvier 1836 par le Monthly Repository, puis au sein des Dramatic Lyrics de 1842, en parallèle avec Johannes Agricola in Meditation, (« Johannes Agricola médite ») sous le titre commun Madhouse Cells (« Cellules d'asile »). Le poème ne reçut son appellation définitive qu'en 1863. C'est le premier des monologues dramatiques explorant les méandres d'une psychologie anormale tout en restant relativement courts. Si, lors de sa parution, le poème fut quelque peu boudé par le public et la critique, il compte aujourd'hui parmi les œuvres de Browning les plus lues et les plus retenues pour les anthologies et les manuels de littérature. Le prénom « Porphyria » n'aurait pas, selon certains critiques, été choisi au hasard. « Porphyria », en anglais, est aussi le nom d'une maladie, la porphyrie dont est mort le roi George III. Pris littéralement, cela impliquerait que la femme, ou selon d'autres analyses, le locuteur lui-même, voire les deux, fussent porteurs du mal. Quoi qu'il en soit, la maladie avait été homologuée par les instances médicales peu avant 1842 et on sait que Browning s'intéressait vivement aux pathologies psychiatriques, dont certaines sont induites par la porphyrie.

### My Last Duchessou l'innocence assassinée

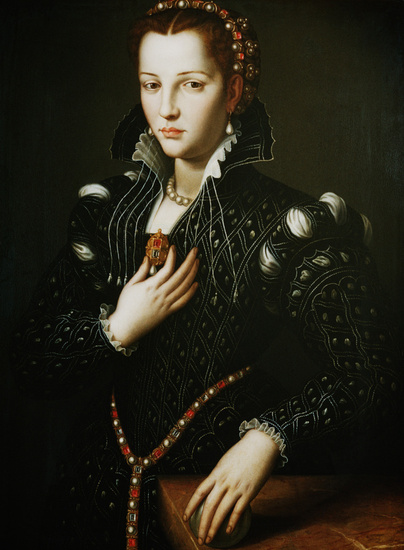
Portrait de Lucrèce de Médicis, par le Bronzino : le modèle présumé de My Last Duchess.

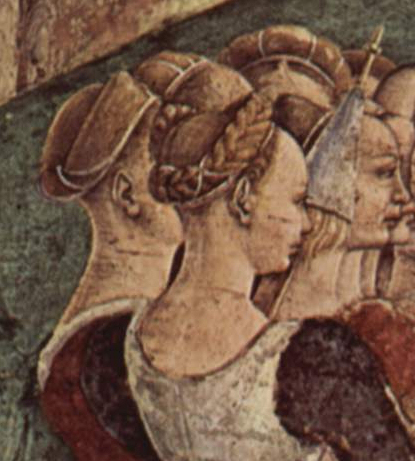
Détail d'une fresque de Francesco del Cossa, au Palazzo Schifanoia de Ferrare.

My Last Duchess (« Ma dernière duchesse »), d'abord paru dans le recueil Dramatic Lyrics de 1842, puis repris en 1845, concerne d'Alphonse II d'Este qui régna sur Ferrare de 1559 à 1597, et sa toute jeune épouse Lucrèce de Médicis, fille du duc de Florence Cosme de Médicis (1519-1574), morte peu après son mariage dans des circonstances jugées à l'époque suspectes.
Le duc, amateur d'art au goût expert, s'adresse - c'est lui qui le laisse entendre - à l'émissaire venu négocier les termes de son prochain mariage. Devant le portrait en pied de sa jeune et lumineuse épouse, sans doute une fresque peinte sur le mur,,, il révèle peu à peu, par des allusions furtives et placées à des points stratégiques de son discours, qu'il est à l'origine de sa mort.

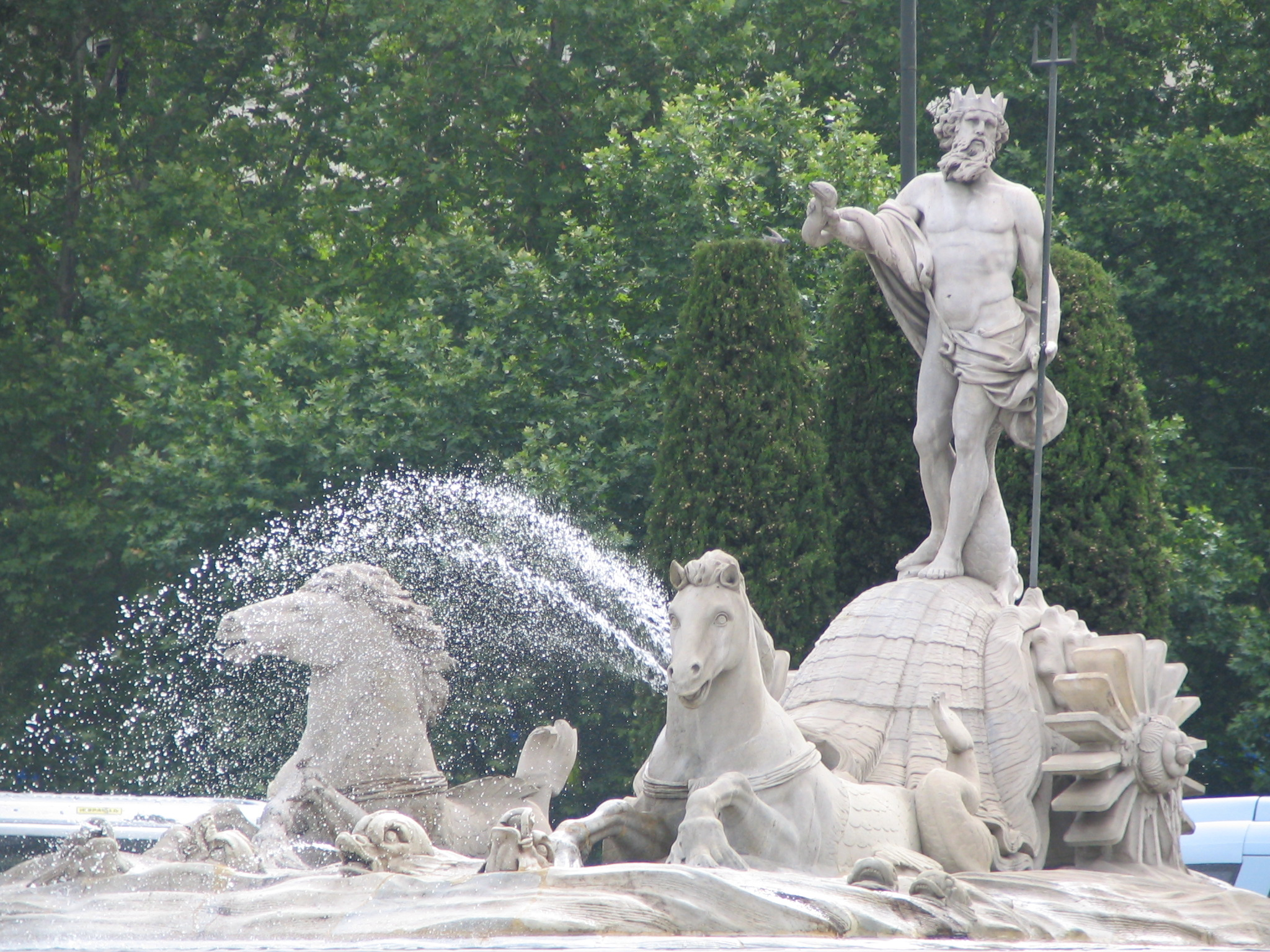
Neptune maîtrisant ses chevaux marins, comme le duc de Ferrare maîtrise ses duchesses.

La vivacité innocente de la jeune femme, le sourire qu'elle accorde à tous ceux qui l'entourent, constituent pour lui une atteinte impardonnable à sa propre suprématie. Cet esthète accompli laisse alors entrevoir sa mégalomanie silencieuse ne tolérant rien qui puisse lui porter ombrage. La « dernière duchesse », qu'une autre s'apprête à remplacer, aura été réduite à une œuvre d'art décorative et muette, et ceci pour le seul péché d'être elle-même. À la fin de son exposé, le duc retourne calmement et avec une exquise courtoisie à ses invités, non sans commenter au passage la rareté précieuse du Neptune d'un maître autrichien.
Certains critiques ont vu dans ce portait des connotations sexuelles : la jeune femme, dans son appétit de vie, exprimerait une liberté de désirs dont le duc ne saurait s'accommoder,.
C'est sans doute aller trop loin : Browning pensait plutôt à la fraîcheur et au charme naturel d'un être en état de grâce. D'ailleurs, lors d'un entretien de février 1889, comme on lui demandait « si la duchesse était superficielle [...], aisément contentée par n'importe quelle faveur, ou si ce n'était que la façon sourcilleuse du duc de masquer une jalousie réelle et amplement justifiée », le poète répondit : « C'est un prétexte - essentiellement à ses propres yeux - pour exercer sa vengeance sur celle qui, sans le vouloir, a blessé son absurde vanité prétentieuse, en manquant à reconnaître sa supériorité, même pour les sujets les plus insignifiants ».

### Fra Lippo Lippiou le moine-peintre prophète de vie
Démarche inverse et tout aussi savante, dans Fra Lippo Lippi, où le peintre italien du XVe siècle s'adresse avec une verve exubérante à un auditeur silencieux, le chef du guet qui vient de l'arrêter, qu'il emmène dans les dédales de sa vie et de sa création artistique. C'est un personnage à la conduite et à la morale douteuses, du moins selon la norme alors acceptée, celle de l'Église dont il fait partie. Peu à peu, le lecteur est conduit à découvrir en lui, toujours de façon oblique, un amour de la vie, une liberté d'esprit et un humour truculent qui le rendent non pas vertueux mais débordant de bonté naturelle et de générosité. En creux se dessine alors un tableau plutôt sombre qui le mutile. L'orthodoxie est renversée de son piédestal et le rebelle qu'elle réprime devient un héros aux accents prophétiques.

### Childe Roland to the Dark Tower Cameou la quêteper se

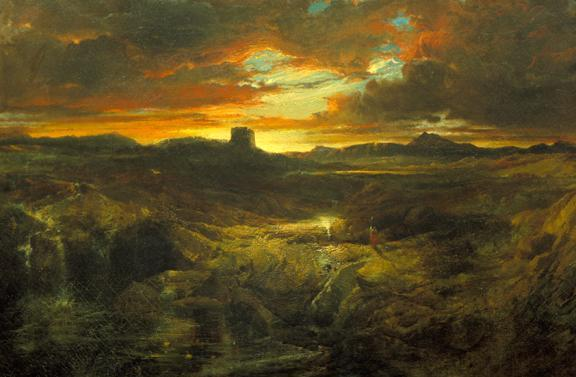
Childe Roland to the Dark Tower Came, par Thomas Moran (1859).

Écrit en 1855, Childe Roland to the Dark Tower Came (« L'Écuyer Roland à la Tour noire s'en est venu ») fait partie de Men and Women. Son titre, repris à la fin du poème, est tiré d'un vers du Roi Lear (Shakespeare), qui s'était lui-même inspiré du conte de fée Childe Rowland, issu d'une vieille ballade écossaise popularisée plus tard par Joseph Jacobs.
Le poème est considéré comme le monologue de Browning à la fois le plus ambigu et le plus suggestif. Le locuteur tisse une toile d'allure médiévale sur laquelle s'accumulent des incidents et des images d'horreur (strophe XIII sq.). Autant d'embûches avant de parvenir à un Graal qui semble n'être autre que la révélation du pourquoi même de cette quête. Lorsque l'écuyer touchant au but fait sonner le cor, à la vue des fantômes de tous ceux qui l'ont précédé (strophe XXXIV), enfin, Browning ferme la boucle et revient dans le dernier vers au titre même de son épopée (XXXIV, 4-6). Diverses interprétations de ce poème ont été formulées : la plus simple est celle de Margaret Atwood qui y voit une représentation du poète en quête permanente de sa propre écriture.

### The Ring and the Bookou «l'épopée duXIXesiècle»

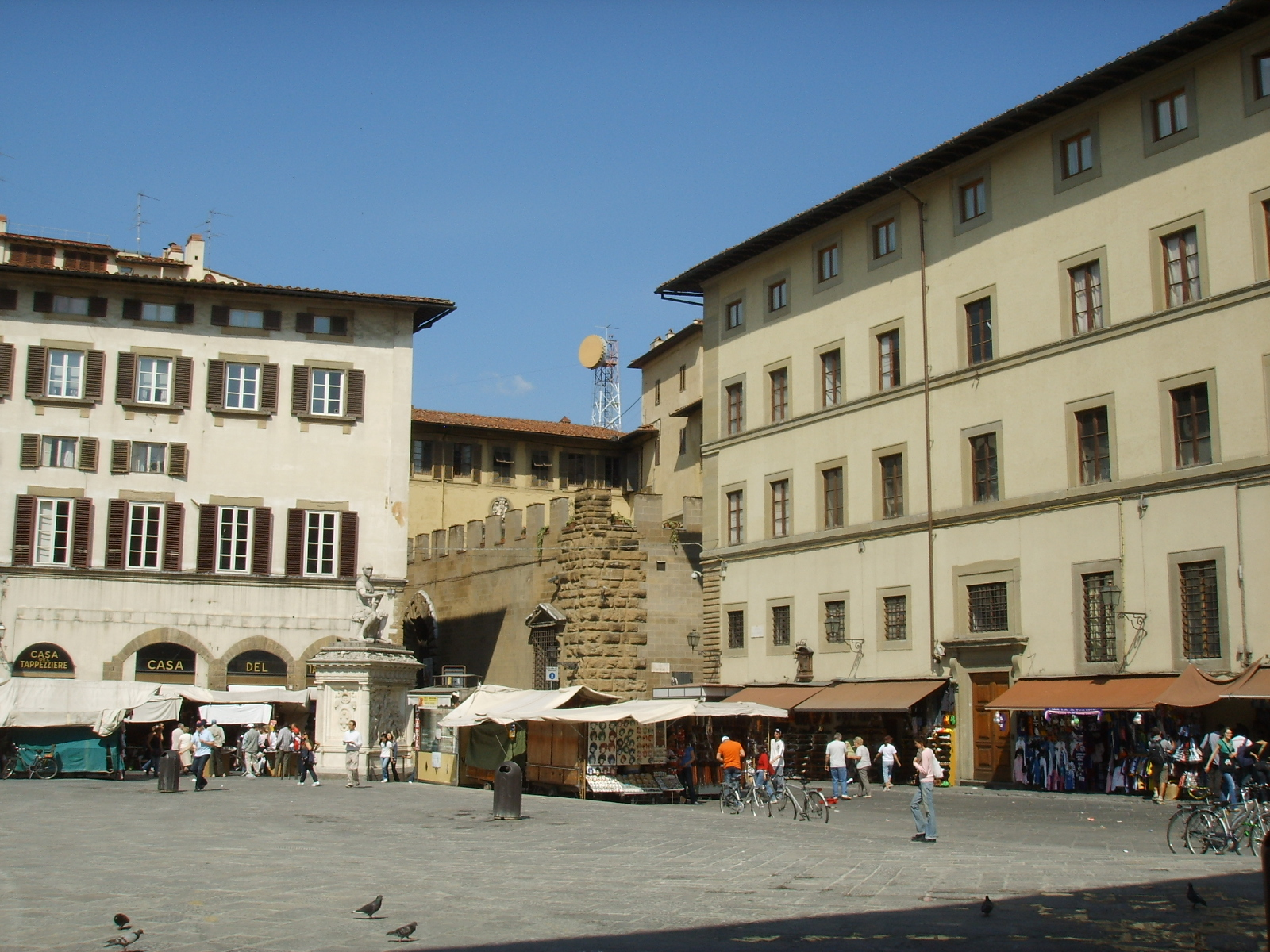
La place San Lorenzo, à Florence, de nos jours.

À Florence en juin 1860, Browning achète à un bouquiniste de la place San Lorenzo un « vieux livre, jaune, carré », petit in-quarto aux plats de vélin ridé. Ce « Vieux Livre Jaune » concerne l’affaire Franceschini, procès pour meurtre tenu à Rome en 1698 : vingt-et-une séries de documents rassemblés par un avocat florentin, Cencini : « Exposé de tous les faits de la cause criminelle contre Guido Franceschini, noble homme d’Arezzo, et ses soudards, qui furent mis à mort à Rome le 22 février 1698, le premier par décollation, les quatre autres par la potence. Affaire criminelle à Rome. Où on dispute de savoir si et quand un mari peut tuer sa femme adultère sans encourir la peine habituelle ».
L’histoire de ce triple meurtre aborde des thèmes qui sont chers au poète : l'amour, la jalousie, la violence, la justice, la mort, et aussi le témoignage, la relativité des points de vue. Soutenu par son ami Thomas Carlyle, il entreprend l’écriture de son poème à Londres à l’automne 1864, trois ans après la mort de sa femme, et y travaille durant près de quatre années, alternant phases de recherche et d’écriture.

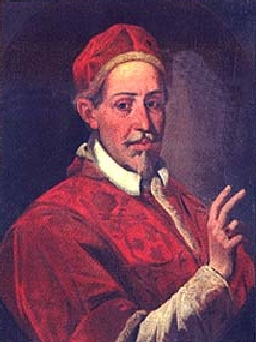
Le pape Innocent XII, que met en scène L'Anneau et le Livre.

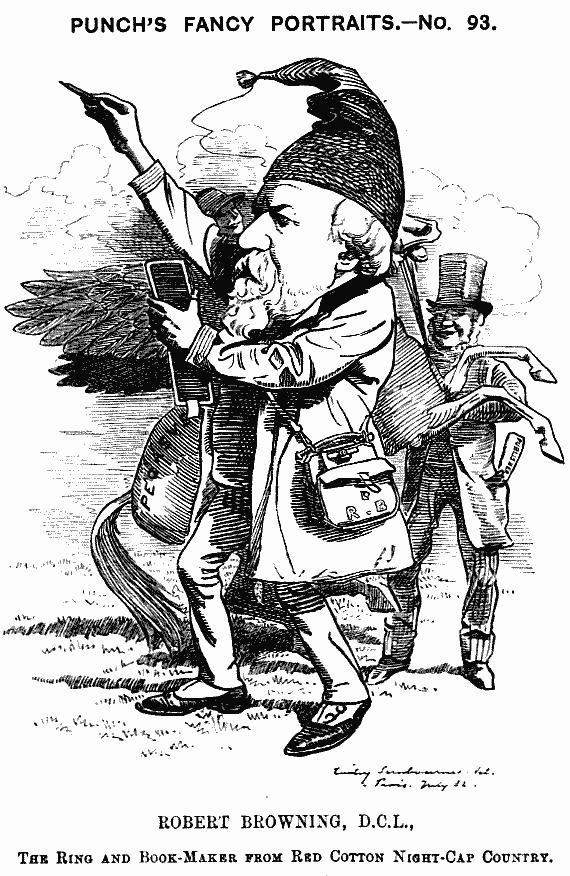
Robert Browning, « le créateur de L'Anneau et le Livre ».
Caricature de Punch parue en 1882.

Dans L’Anneau et le Livre, premier poème de la série, le poète expose les faits, son projet et sa méthode. Suivent dix monologues donnant voix successivement au peuple de Rome, à la noblesse romaine et ses dignitaires, au comte Guido Franceschini qui a assassiné Pompilia et ses parents, au jeune prêtre Giuseppe Caponsacchi qui a tenté en vain de sauver la jeune femme, à Pompilia elle-même qui agonise quatre jours durant et se confesse sur son lit de mort, aux avocats des deux parties qui s’affrontent à coups de prouesses rhétoriques, au vieux pape Innocent XII enfin, dernier recours pour sauver la tête de l’assassin et de ses quatre complices. La voix du poète résonne à nouveau dans le douzième et dernier livre, Le Livre et l’Anneau, qui s'achève sur un hommage à sa femme.
La publication du recueil est un triomphe jamais démenti.

## Thématique
T. S. Eliot ne s'y est pas trompé quand il a écrit : « En fait, ce qu'on entend normalement dans le monologue dramatique, c'est la voix du poète, qui a mis l'habit et le maquillage de quelque personnage historique ou appartenant à la fiction ». En effet, les multiples personnages sont autant de masques derrière lesquels Browning explore différentes facettes d'un même cas, afin d'accéder, comme il l'écrit à Elizabeth Barrett dès sa première lettre (ce qui donne la mesure de cette déclaration), à la « […] vérité, fractionnée en ses teintes prismatiques, ». Cette multiplicité s'exerce au travers de différents thèmes, dont certains, la philosophie religieuse et surtout l'art, la nature et l'amour, sont privilégiés.
Certains personnages reçoivent l'approbation de Browning (Fra Lippo Lippi), d'autres non, car il y a un censeur en lui (Andrea del Sarto, le technicien sans faille de la peinture). D'autres encore paraissent éloignés, tel Bishop Bloughram (Bishop Bloughram's Apology), cet évêque engoncé dans son confort intellectuel. Dans How it Strikes a Contemporary, le Corregidor présente un profil ambigu : est-il un poète solitaire et étranger à la société, auquel cas son inspiration est d'ordre divin et sa poésie abstraite ? Ou un homme d'action, inspiré par les seuls hommes, auquel cas sa poésie est objective et concrète ? Deux masques, pour un même poème, que Browning essaie tour à tour. Deux personnages pour un même masque, cette fois : Karshish et Lazarus dans An Epistle Containing the Strange Medical Experience of Karshish, the Arab Physician : le premier découvrant une terre et une foi, l'autre, jadis réveillé de la mort, qui reste taciturne et engourdi, avec, aux yeux du locuteur, de brusques tensions impulsives qu'il ne s'explique pas, « technique structurale de tension et de balance ».
Qui parle dans ces œuvres ? Dès qu'il s'intéresse à une idée, une doctrine, un système, Browning crée une personne pour illustrer le problème,,.

### La philosophie religieuse
Selon Glenn Everett, les opinions de Browning en la matière ont fluctué. Si sa poésie prouve qu'après avoir surmonté sa tentation shelleyenne, il s'est éloigné de l'athéisme, « reste à savoir si le scepticisme l'a jamais quitté ». Nombre de ses poèmes se préoccupent de la foi et des aspirations religieuses, mais les réponses aux questions posées s'ajoutent sans cohérence ; et Everett rapporte l'anecdote selon laquelle, au soir de sa vie, Browning avait proféré un tonitruant Non ! alors qu'on lui demandait s'il se considérait comme chrétien.
Pourtant nombre d'instances de l'époque, religieuses ou proches de la religion, le présentent comme « un maître en religion », sujet précisément du Burney essay, prix organisé chaque année par Christ's College, Cambridge, pour « la promotion de l'étude de la philosophie religieuse ». D'autres critiques, au milieu du XXe siècle, se contentent d'analyser ce qu'ils appellent la « vérité première » de son œuvre, qu'ils disent être d'inspiration religieuse. Ainsi William Whitla qui propose en 1963 un chapitre intitulé « Spiritual Unity: Poetry and Religion », énoncé assez éloquent en soi. À cela, Everett oppose l'argument que les personnages religieux de Browning « ont généralement poussé leur croyance jusqu'à l'extrême » et s'en trouvent discrédités : il voit justement dans le monologue dramatique le moyen choisi par Browning pour présenter des conceptions n'entraînant la sympathie ni du lecteur ni du poète, voire d'en réfuter certaines par l'exemple, sans révéler les siennes.
En 1904, William Temple, déjà, écrit que chez Browning, « l'apogée de l'histoire, le summum de la philosophie et le couronnement de la poésie est indubitablement l'Incarnation ». Selon lui, cette doctrine de la rédemption de l'humanité nourrit les poèmes dits religieux. La démarche de Browning, en soi, représente déjà une métaphore de la création, puisqu'elle confère, selon la formulation de A. S. Byatt lors d'une conférence donnée à la Browning Society, de l'« infini » au « fini », à la fois description de l'Incarnation, du geste artistique, de l'effort pour se libérer des contraintes du corps, de l'époque, de l'histoire,.
Enfin, et il y a là une indication, le poème Christmas-Eve compare trois modes de croyance, l'Église non-conformiste, quelque part en Angleterre, la religion catholique vue de Saint-Pierre à Rome, les exégèses d'érudits allemands à Göttingen, pour finir par préférer celui, imparfait d'après le locuteur, mais assez souple et ouvert, dans lequel Browning a été élevé, la foi dissidente de sa mère. Quoi qu'il en soit, Browning se considérait lui-même comme poète et nullement comme prophète religieux. En témoignent ses rares visites de courtoisie à la Browning Society fondée en 1881. Le sujet débattu se rapportait presque toujours à l'importance religieuse de son œuvre. Il écoutait patiemment l'orateur en hochant la tête, le remerciait de lui avoir appris quelque chose, puis prenait congé,.

### L'art
Plus peut-être que le résultat du travail artistique, c'est la philosophie sous-tendant sa démarche qui intéresse Browning. Pour Fra Lippo Lippi, l'art idéalise la beauté du monde sensible. La sculpture et l'architecture fixent l'image d'un personnage, lui octroyant une manière d'immortalité (The Bishop Orders His Tomb at Saint Praxed's Church (1835, 1855) et The Statue and the Bust »). Andrea del Sarto pose le problème de la survie de l'artiste devant concilier deux impératifs, créer et plaire. La musique occupe Abt Vogler ; art « éphémère », donc, selon le locuteur, « imparfait », elle représente la vie humaine, à la recherche constante de sa résolution, au sens musical du terme,.

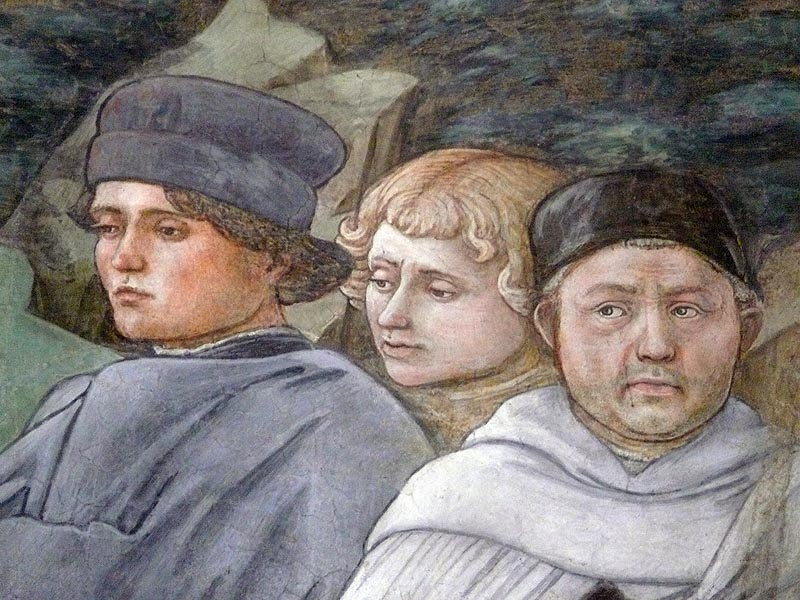
Autoportrait de Fra Filippo Lippi (à droite), avec deux de ses élèves (Funérailles de la Vierge, fresque de la cathédrale de Spolète).

D'autre part, l'artiste est-il tenu de représenter des personnages indemnes de vices et de défauts, et de formuler un jugement de valeur à leur endroit ? Browning peuple son œuvre de criminels et de pécheurs mais laisse au lecteur la responsabilité du jugement (voir, par exemple, Porphyria's Lover » et My Last Duchess). En définitive, l'art se fonde sur la foi en Dieu, vu et ressenti dans les manifestations de l'univers : « Je n'ai qu'à ouvrir les yeux, et la perfection, ni plus ni moins, / Telle que je l'imaginais, se dresse devant moi et je vois Dieu là, / Dans l'étoile, dans la pierre, dans la chair, dans l'âme et la motte de terre » Saul, strophe 17.
L'art consiste alors à révéler le sens des choses : « Trouver son sens, c'est ma nourriture et ma boisson » dit Fra lippo Lippi, vers 315, et l'intuition de l'artiste permet de dévoiler, sous la patine du temps et de l'habitude, un monde dont la réalité dépasse ce réel qui n'était qu'apparence. Art et spiritualité restent intimement liés, « l'art, comme notre vie, [étant] une sorte de religion ».

### La nature

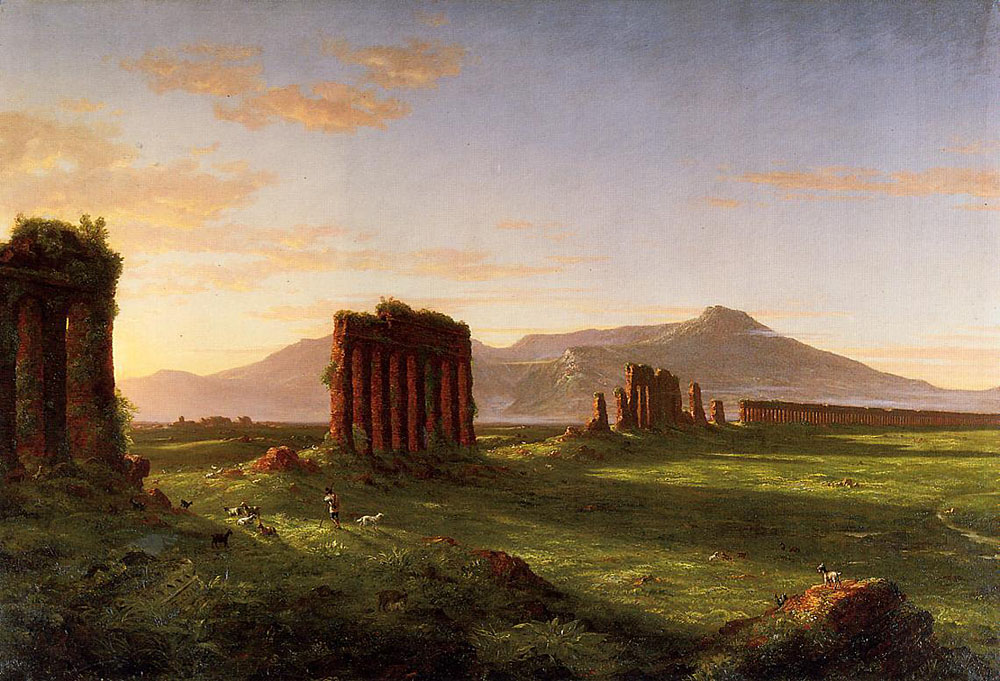
Roman Campagna, par Thomas Cole (1843).

Les paysages de Browning, allant de l'Europe au Moyen-Orient, se limitent surtout à trois grands types, le bucolique, le luxuriant et le désertique.
Le plus souvent, ils s'avèrent composites : si, par exemple, la tour se dressant devant Childe Roland a bien été vue dans les monts Carrara lors d'un voyage italien, un tableau admiré à Paris a complété le décor et le cheval n'est autre que l'animal figurant dans une tapisserie du salon familial, le tout cimenté par le souvenir du vers du Roi Lear (Le Roi Lear) cité, [III, 4, v.187],.
Browning privilégie les moments charnières, le basculement des saisons, les articulations du temps, et parmi eux, ceux qui paraissent lourds d'une menace, le calme avant la tempête, le passage du crépuscule à la nuit (Love Among the Ruins, strophes I et V), ou encore une montée de vent dans Two in the Campagna, strophe V. Le décor est alors esquissé par un simple croquis en noir et blanc (Love Among the Ruins) et, planté au milieu, un élément insolite (strophe VII), qui, d'un coup, introduit une charge émotionnelle. Parfois, l'assemblage spatio-temporel de quelques mots suffit à créer une atmosphère : « Ce matin romain en mai », Two in the Campagna, strophe I. En revanche, les détails peuvent faire l'objet de grossissements quasi microscopiques. Alors, si l'ensemble paraissait terne et gris, des teintes d'une obnubilante vigueur (glaring hues) s'emparent du champ visuel.
Bien des symboles sont empruntés à la nature, surgissant de manière épiphanique,, pour représenter les sentiments. La nature est alors décrite en termes anthropomorphiques, agréable à la vue (By the Fireside) ou affublée des attributs les plus déplaisants (Childe Roland to the Dark Tower Came), strophe XXVI). Cette humanisation relève de la pathetic fallacy,.
C'est en la nature que se manifestent les forces de la vie. La végétation avance et conquiert, les plantes ingrates, devenues omniprésentes avec leurs grouillements d'insectes (Love Among the Ruins, By the Fireside et Two in the Campagna), s'épanouissant dans le bancal, le déséquilibré, le mal dégrossi, l'irrégulier (Two in the Campagna). Cette vie grotesque témoigne elle aussi, selon G. K. Chesterton, de la présence du divin.
Il y a là une vision panthéiste. Dans Cleon, cependant, si le locuteur présente la nature comme parfaite, douée d'une énergie et d'un dynamisme conquérants, elle est privée de l'essentiel, la conscience (consciousness). Son rôle se limiterait donc à l'intercession ; dans By the Fireside et Saul par exemple, elle sert de catalyseur, rejoignant en cela l'artiste qui, médiateur comme Fra Lippo Lippi, « interprète Dieu pour chacun de vous » (vers 311).

### L'amour

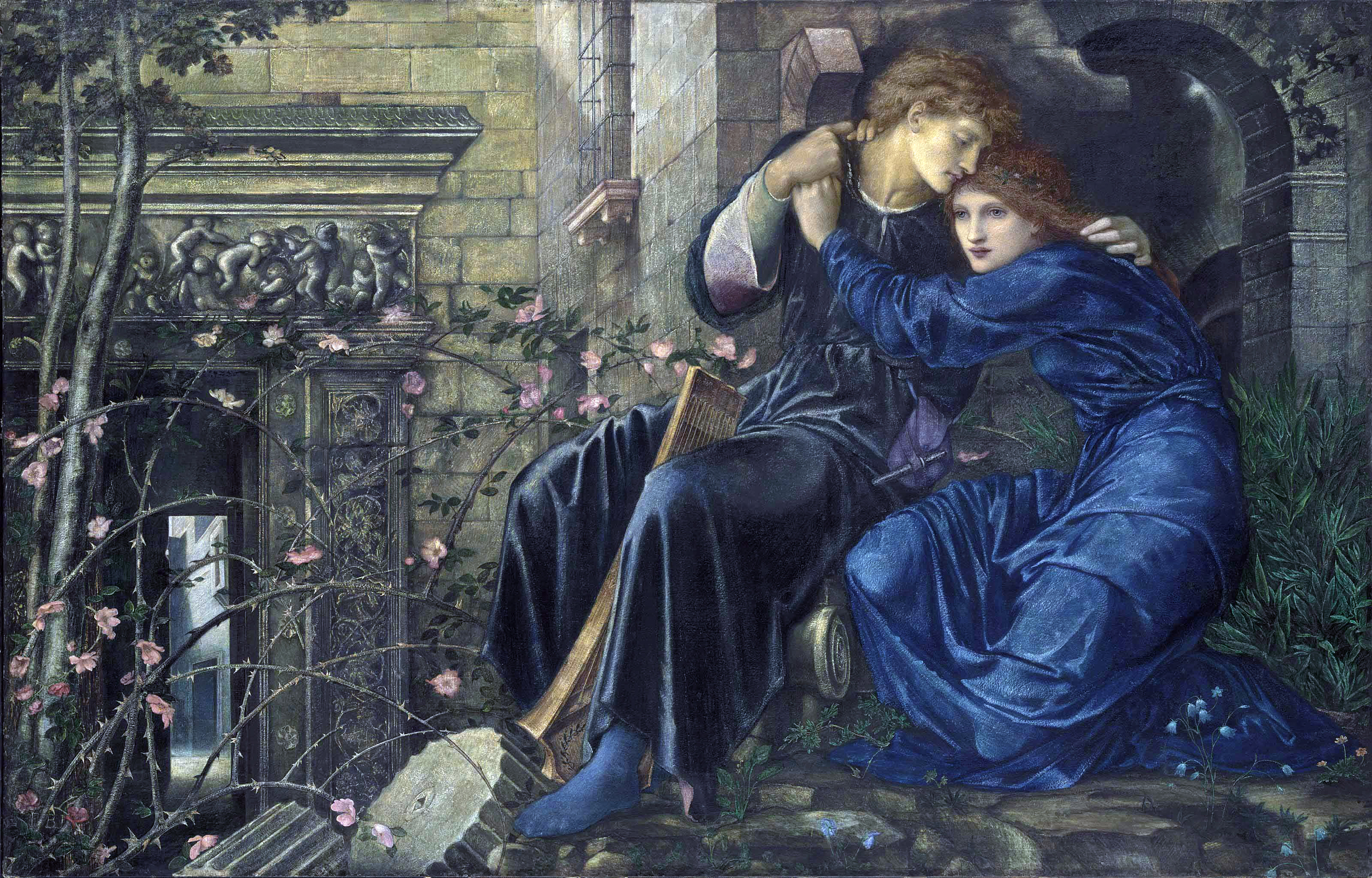
Love among the Ruins, tableau de Edward Burne-Jones.

Browning s'intéresse au problème de la communication entre les êtres et, plus particulièrement, les êtres de sexe opposé. Cela le conduit à distinguer plusieurs formes d'amour :
L'amour-passion, tel qu'il apparaît dans Love Among the Ruins ou encore dans Pippa Passes, sert souvent à illustrer une théorie, telle sa glorification en conclusion de Love Among the Ruins : Love is best!
L'amour-échec (Browning aime présenter les deux facettes d'une même situation, d'où ses poèmes en paires) est illustré par Andrea del Sarto ou The Statue and The Bust. Dans ce dernier poème, les désirs et les sentiments sont sans cesse remis au lendemain, l'infirmité de la volonté empêchant les amants de franchir le pas (tous les deux sont mariés). L'adultère, faute de mieux, serait non seulement acceptable mais nécessaire dans les circonstances.
L'amour réfléchi, essentiellement illustré, du moins dans Men and Women, par By the Fireside et Two in the Campagna, est le sentiment partagé dans le mariage à l'âge de la maturité. Il se manifeste dans de courts moments d'intimité : « Mon épouse parfaite, ma Léonore » By the Fireside, vers 21. Cet amour, Browning n'a de cesse d'en proclamer la pérennité (Prospice, Any Wife to any Husband, l'épilogue de Fifine at the Fair), « l'union des âmes complémentaires ne [pouvant] être dissoute ».
Browning proclame la prééminence de l'amour, sur la civilisation, représentée dans Love Among the Ruins par la ville d'autrefois, sur le passé, la vieillesse et la mort (strophe VII). Pour lui, il existe une « bonne minute » conduisant au « bon choix ». Si le bon choix est fait, les fruits en sont éternels : « Oh, moment, unique et infini ! », By the Fireside, vers 49. Dans le cas contraire, la « bonne minute » s'échappe (Two in the Campagna : strophe 10), et cela, comme il est dit dans The Statue and the Bust, de dramatique façon, car les cœurs, alors, entrent en déshérence (vers 247 à 250, conclusion du poème).

## Imagerie et symbolisme

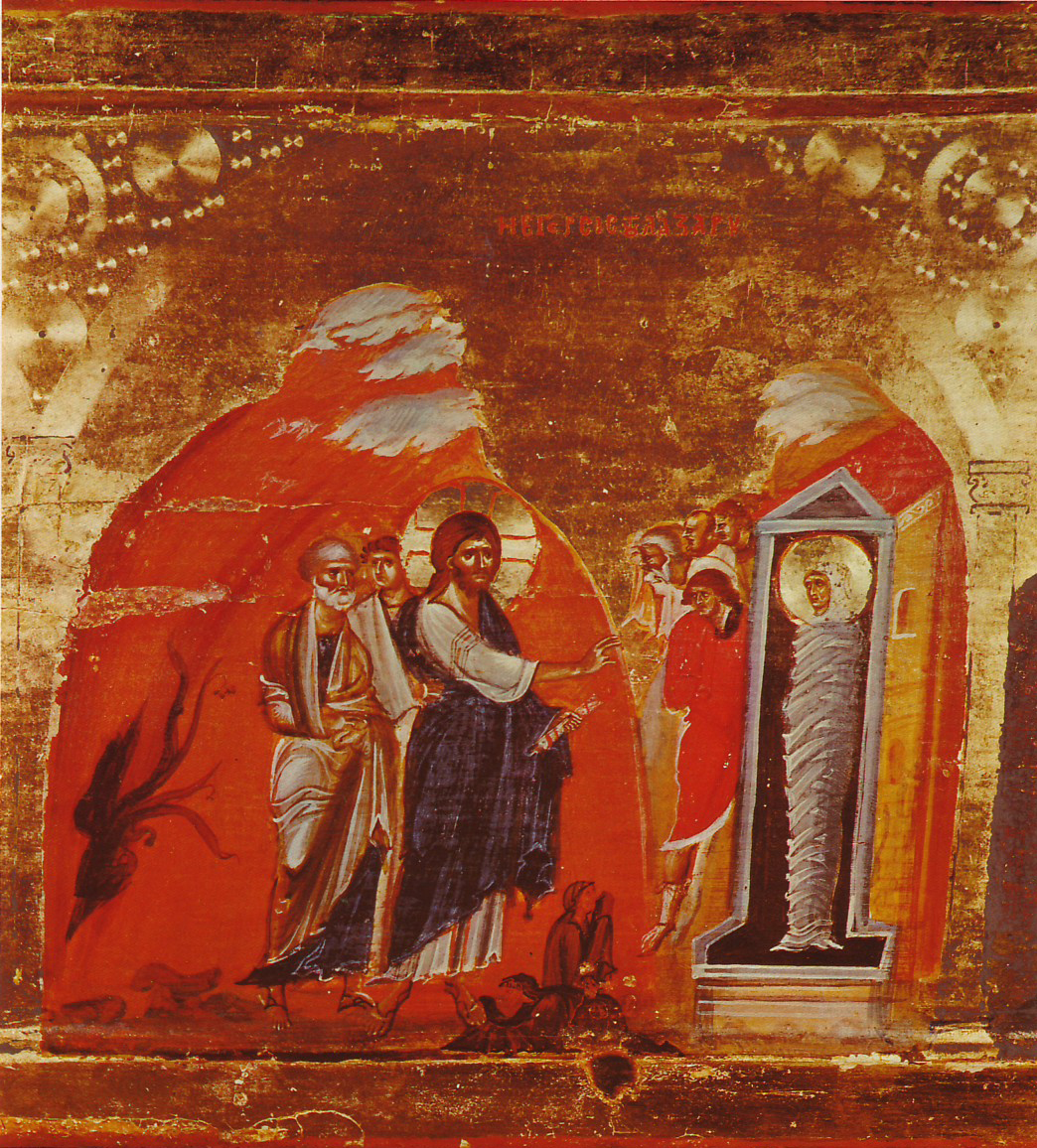
Lazare, icône du XIII, monastère Sainte-Catherine du Sinaï. Lazare est l'une des figures centrales de An Epistle (Karshish).

Images et symboles, souvent liés, abondent et jouent un rôle important, tant d'illustration que de révélation.
Ces images-symboles, on l'a vu, sont souvent empruntées à la nature : l'eau promesse d'amour, le sentier annonciateur de la mort, la forêt sanctuaire, le fil de la vierge pour la pensée qui se dévide, la toison des moutons pour l'apaisement. Autre symbole récurrent, la tour, ou la tourelle, qui apparaît dans plusieurs poèmes. Il en est d'autres, sexuels, comme les statues de Priape et les phallus, ou marins, comme la vague « métaphore de la destinée », empruntée à Jules César (« Il y a une marée dans les affaires des hommes ») et Henri IV [I, 1] de Shakespeare). Très souvent aussi, ils relèvent de la personnalité du locuteur, comme l'émerveillement (sense of wonder) chez Fra Lippo Lippi. Quelle que soit leur provenance, Browning en joue comme sur un clavier, les accords formés entre les sens rappelant les « correspondances » de Baudelaire.
Une fois lancée, cependant, l'image, qu'elle soit comparaison ou métaphore, tend à vivre d'une vie propre et souvent, finit même par s'écarter de son rôle initial. Ainsi dans la strophe X de Saul, l'image du dégel printanier (vers 105), utile au début, représente de façon incongrue l'attitude dominatrice du personnage au faîte de sa volonté de puissance, et celle du soleil à son déclin (vers 105) caractérise son regard alors que la vie réveille en lui ses premières étincelles. Il y a là un chassé-croisé de contradictions sémantiques destiné à troubler le message du locuteur, voire à le contredire. La fonction de l'image est double, descriptive et aussi épiphanique. Ainsi, dans An Epistle Containing the Strange Medical Experience of Karshish, the Arab Physician, elle contribue à créer l'atmosphère à la fois du lieu et de l'époque, le Moyen-Orient aux temps bibliques, et, au-delà de cette couleur locale, elle présente un rendu mécanique des phénomènes biologiques tel que l'imaginaire d'un esprit cultivé du XIXe siècle anglais pouvait le reconstituer chez un médecin arabe sous Vespasien.
Mais sa capacité de révélation, par l'établissement de réseaux de signification se développant dans les profondeurs parallèlement au sens littéral, est tout aussi importante. Dans Love Among the Ruins, l'impression de mélange indistinct : le crépuscule, les pentes vertes sans frontière, la croissance anarchique, le gris du ciel et de la terre, l'enfouissement des amants l'un dans l'autre, l'évanouissement des gloires passées, sont autant de notations suggérant la perte, la dissolution, l'envahissement (ici de la nature). De même, Two in the Campagna présente un système d'images en boucle : l'infini de la passion (infinite passion) et la finitude des cœurs (finite hearts) sont respectivement annoncés aux strophes IV et V par l'infini (endless, everywhere, everlasting) de la campagne, et le fini du grouillement aveugle (blind, groping their way) des scarabées verts.
Les métaphores, en particulier dans The Ring and the Book, se déploient souvent de façon dynamique. Comme l'écrit Yann Tholoniat, « La trame métaphorique transmet une infinité d'échos implicites qui résonnent par sympathie, et se propagent à travers tout le poème ». De plus, certaines se modifient en fonction des locuteurs. Ainsi, ces derniers puisent à « un réservoir collectif d'expressions » subissant « une métamorphose infinie » (The Ring and the Book, livre X, v. 1615),.

## Style et versification
Tennyson disait de Men and Women qu'il s'agissait d'« un livre de spasmes » (a book of spasms), et Charles Du Bos écrivait de Browning qu'il était le « Brahms de la poésie », ajoutant aussitôt : « Il déborde, c'est le soleil incandescent et il ne voit rien que décuplé par la profusion de ses propres rayons ».

### Style
Le style de Browning se nourrit des particularités de l'idiolecte du personnage. Mots d'origine saxonne, d'où leur rugosité, comme dans Childe Roland to the Dark Tower Came, vers 12 et suivants, où le foisonnement des plantes piquantes est rendu par le hérissement des consonnes ; mots du langage parlé (au vers 7 de Fra Lippo Lippi, phiz, mot d'argot très en vogue à l'époque, abréviation de physiognomy (« visage »),. À ces deux constantes s'ajoutent des maniérismes (des archaïsmes comme l'interjection récurrente Zooks! [« parbleu !] »), des mots techniques, comme dans Paracelsus, bourré de termes empruntés aux physiciens de la Renaissance, ou encore le vocabulaire de l'exotisme (Childe Roland, Karshish) et les réminiscences (historiques, bibliques, littéraires et autres) dont le texte est partout saturé.

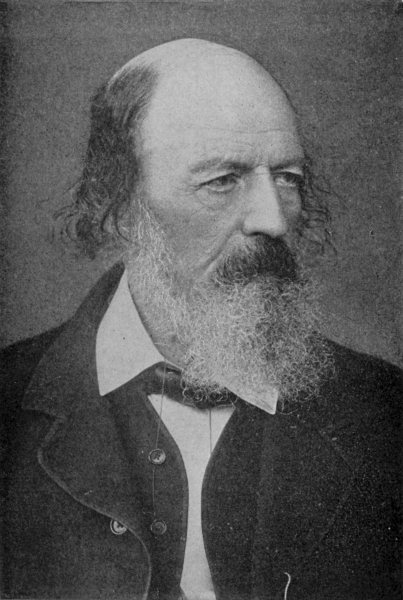
Alfred Tennyson

Le déroulement de la phrase reste d'apparence chaotique : souci de concision, suppression d'intermédiaires, relatifs, préposition des datifs (to), pronoms indéfinis, etc. À la parution de Men and Women, H. F. Chorley écrivait que « ces nouveaux poètes » (qu'il appelait « spasmodiques », dont Browning), s'efforçant de « condenser une multitude de syllabes pour rendre un effet de force concrète […] parlent […] une langue inconnue ».
De plus, la langue populaire mise en vers conduit à un mélange insolite de tournures banales (so they say [« Ainsi dit-on »], as you see [« Comme vous voyez »], else they run into one [« De peur qu'ils n'en trouvent un sur leur chemin »]) et de licences poétiques tels que les rejets (she will speak not [« point ne parlera »]) (Love Among the Ruins, strophe VI) ou encore des néologismes syntaxiques (waits me here [manque la préposition « for »], How say I ? [manque le do de la forme interrogative]), Love Among the Ruins, strophe V. Dans Aristophanes' Apology, la diction accueille pléthore de trouvailles et familiarités : Whirligig (vers 1 874), hoitytoity (vers 2 384), Still-at-itch (vers 2 389).
Les mots sont parfois arrangés selon une logique de l'émotion induite par une perception fugitive : « Ils firent le tour, / À peine avaient-ils passé le tournant qu'un gazouillis / Comme lapin qui décampe au clair de lune. Trois minces silhouettes, / Et un visage qui lève les yeux… Que diable ! Chair et sang / Voilà ce dont je suis fait ! » (Fra Lippo Lippi, vers 57-61). Combinée à l'économie de moyens, cette saisie au vol peut conduire à un schéma de phrase heurté, comme : « Je peignais tout, puis m'écriai « C'est à la demande, on se sert - / Choisissez, car il y a en d'autres » - Sur ce, l'échelle à terre » (Fra Lippo Lippi, vers 163-165). Toutefois, l'idiosyncratisme syntaxique a avant tout une fonction de révélation : comme le montre Yann Tholoniat, le duc de My Last Duchess se trahit par sa parole, « il est en quelque sorte « parlé » par son langage, qui en révèle plus sur lui que peut-être il ne le voudrait ».
Avec cette langue, le style devient d'emblée pittoresque : How They Brought the Good News from Ghent to Aix, strophe I, vers 1-4, par exemple, reproduit le rythme d'un « canter » de cheval. Pour autant, le pittoresque de Browning sert une cause : le dynamisme de la nature dans Love Among the Ruins où chaque avancée des plantes fait l'objet de verbes différents, ou le rythme perpétuel de marche en avant de Fra Lippo Lippi, etc. D'où les exclamations, les digressions hâtives, les apartés, les réponses à des questions à peine posées, « […] si bien, ajoute Yann Tholoniat, que le rythme s'éloigne du schéma […], l'oralité propre du locuteur imposant sa loi ».
Enfin certains poèmes de Browning, par exemple Up at a Villa, Down in the City, ou Fra Lippo Lippi possèdent une « énergie comique » (vis comica) provenant « […] d'une « décharge d’énergie à la suite d'une tension psychologique à partir d’un décalage de points de vue ou un décalage entre aguiche et résultat », qui se manifeste par un « rythme de percussion (beat) en contrepoint du rythme poétique ».

### Versification

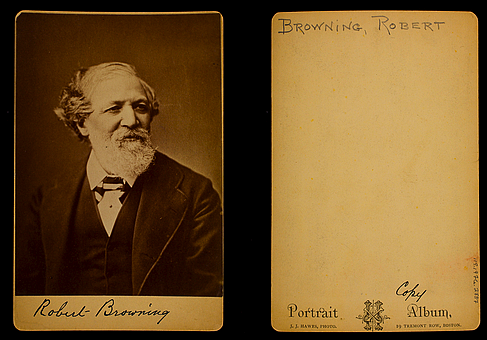
Robert Browning, photographie de Josiah Johnson Hawes (1808 - 1901).

Les sujets si divers appellent des schémas de versification variés. Toutefois, apparaissent de grandes constantes : pour les pastorales et les élégies (Love Among the Ruins, A Toccata of Galuppi's, Serenade at the Villa, etc.), Browning préfère le rythme  trochaïque [— u] ; les poèmes d'amour (By the Fireside, Two in the Campagna, etc.) privilégient le rythme binaire opposé, iambique [u —]; les grands poèmes psychologiques (Fra Lippo Lippi, Andrea del Sarto, An Epistle Containing the Strange Medical Experience of Karshish, the Arab Physician, How it Strikes a Contemporary, etc.) sont le plus souvent écrits en vers blancs (blank verse). Selon Marc Porée, la puissance rythmique du vers blanc de Browning « use à satiété de toutes les ressources allitératives de l’anglais, multiplie les anacoluthes, élide articles et conjonctions comme s’il s’efforçait de développer sa grammaire propre ».
La prédilection que Browning montre envers les formes du grotesque, le bancal, le dissymétrique, le conduit à utiliser des schémas de strophes très divers. Ainsi, Love Among the Ruins en comprend quatorze (que Browning réduit à sept en 1883) avec six vers de six pieds et deux vers rimés de deux pieds. Old Pictures in Florence comporte des strophes de huit pieds avec un schéma mixte de rythme iambique et anapestique, ce dernier dominant l'ensemble. A Grammarian's Funeral offre une strophe de sept vers, dont cinq de rythme trochaïque [— u] et deux de rythme dactylique [— u u]. De manière plus générale, Browning se sert de la poésie « pour écrire en prose » selon Henry James, « d'où cette hardiesse dans la coupe et l'enjambement, ces déhanchements, cette boiterie qui caractérise son vers ».
Le schéma strophique et métrique sert d'abord d'accompagnement rythmique, donc auditif, à l'image visuelle que dégage le poème. Ainsi, dans Love Among the Ruins, l'écho en vers de trois syllabes du tintement du troupeau. La strophe et la métrique ont également un rôle de symbole. Ainsi, dans Childe Roland to the Dark Tower Came, strophe I, le rythme iambique et son inexorable poussée, de même que le verrouillage syncopé de la rime en a b b a a, représentent le lent mouvement du chevalier et aussi le côté inévitable de sa quête.

## L'originalité de Robert Browning

### L'«obscurité»

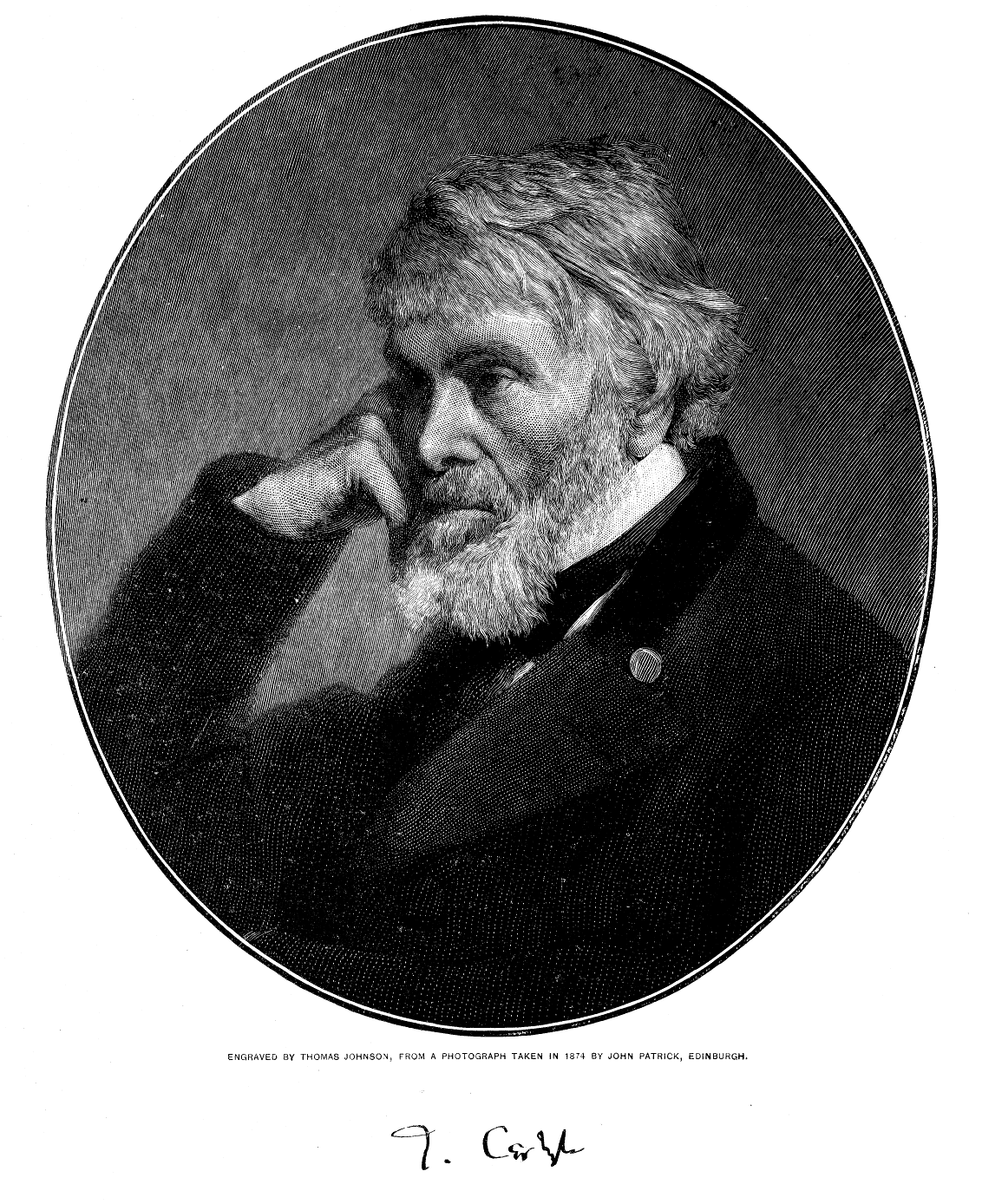
Thomas Carlyle, estampe d'après une photographie de 1874, gravée en 1899 par Thomas Johnson.

Les monologues dramatiques de Browning se caractérisent presque tous par leur longueur et les vers en sont souvent obscurs, parfois hermétiques, le cheminement de la pensée reste ardu, les allusions historiques, littéraires et philosophiques exigent une grande érudition. The Edinburgh Review écrit que « Il est fort étonnant que des poèmes aussi obscurs et rébarbatifs puissent trouver de nombreux lecteurs ».
E. -D. Forgues, dans son essai de 1847, donc contemporain, mentionné en note au paragraphe précédent, donne l'exemple de Sordello. Selon lui, l'érudition surabondante de l'auteur néglige les éclaircissements et suppose chez le lecteur « une science spéciale ». La multitude des personnages historiques n'y a d'égale que la subtilité de leurs relations d'alliance ou d'adversité au sein du maquis politique italien,.
De fait, comme Forgues, les contemporains de Browning ont parfois été désemparés devant son style. Lors de la publication de Sordello, Mrs Carlyle (Jane Welsh Carlyle), 1801-1866, l'épouse de Thomas Carlyle, par exemple, déclara que le poème était intéressant, mais qu'elle « souhaiterait savoir si Sordello était un homme, une cité ou une femme, ». Quant à Tennyson, il écrivit qu'il n'avait compris que le premier et le dernier vers : « Qui le voudra bien, peut entendre raconter l'histoire de Sordello  » et « Qui l'a bien voulu, a entendu raconter l'histoire de Sordello », et que « les deux étaient des mensonges ».
Selon une anecdote, peut-être apocryphe mais significative, Browning lui-même répondit à une admiratrice qui l'interrogeait sur le sens d'un de ses poèmes particulièrement obscur :

« Lorsque ce poème fut écrit, deux personnes savaient ce qu'il voulait dire — Dieu et Robert Browning. Et maintenant, Dieu seul sait ce qu'il veut dire (When that poem was written, two people knew what it meant — God and Robert Browning. And now God only knows what it means.) »

Quoi qu'il en soit, Browning pense qu'il est nécessaire que le sens résiste,. Dans « Jochanan Hakkadosh » (Jocoseria, 1883), il utilise la métaphore de la noix. Pour la goûter, il convient de se frayer un chemin jusqu'à elle. Dans le prologue du recueil suivant, Ferishtah's Fancies, c'est la préparation du plat d'ortolans qui lui sert d'illustration : nourriture rebutante mais délicieuse, telle est sa poésie (« Mon poème, c'est comme votre repas. Mastiquez-en le sens, le spectacle, le chant » (29-30).

### L'intertextualité
Chez Browning, le réseau intertextuel est, selon Yann Tholoniat, « aussi dense qu'encyclopédique ». Et il cite une liste établie par John Petigrew, qu'il qualifie de « pourtant très générale », indiquant la culture nécessaire à l'appréhension des poèmes : familiarité avec les domaines de l'art et de la musique, au moins sept ou huit langues, connaissance de la Bible, des pièces d'Euripide et d'Aristophane (sans compter les études victoriennes les concernant), intimité avec Keats, Shelley, Milton, Donne, Homère, Shakespeare, Wanley, Quarles, Anacréon, Alciphron, Hérodote, Thucydide, Horace, l’Illustrated London News, le Dictionnaire de Johnson, la Biographie Universelle, la topographie de l'Italie, de son art, de son histoire, etc.,. D'où l'insertion du locuteur des monologues dramatiques dans un réseau de valeurs qui, commente Yann Tholoniat, « contribue à placer sa voix dans un champ social et culturel ». À cela s'ajoute un ensemble de références internes à l'œuvre même de Browning qui, au-delà des couples de poèmes, « développe des réseaux polyphoniques grâce à des parallèles "thématiques" », les poèmes se faisant écho, ce qui confère une consistance plus serrée aux locuteurs ainsi définis « par une série de cercles intertextuels concentriques ou intersectés ».

### Sa puissance expressive

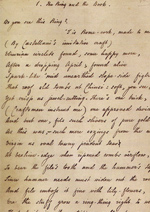
Première page du manuscrit de The Ring and the Book de Robert Browning (1868).

De plus, ces monologues dramatiques foisonnent d'une vie exubérante qui anime en particulier les choses de la nature : pullulement des herbes, prolifération végétale grignotant inexorablement le paysage, formes marines et tentacules grotesques, d'une force se jouant des obstacles et des restrictions que l'homme civilisé s'acharne à lui imposer.
Yann Tholoniat utilise le mot « polyphonies » pour caractériser les voix de Browning dans ses monologues dramatiques qui, selon lui, lui permettent de développer « la gamme de ses possibilités ». Il s'agit d'un assemblage d'où émerge un matériau phonique d'une extrême densité, « différentes variables se combinant pour créer une identité vocale propre à chaque locuteur ». À ce titre, The Ring and the Book (L'Anneau et le Livre) se présente comme un « ensemble fugué » où retentissent « des accents aussi bien carnavalesques que philosophiques [laissant à percevoir] les mille couleurs du kaléidoscope humain ».

## Œuvres
L'œuvre considérable de Robert Browning comprend essentiellement des poèmes, généralement regroupés en recueils, et quelques drames et pièces de théâtre. Il a en outre laissé une importante correspondance.
Cependant, seule une partie limitée de son œuvre a été traduite en français, dont la toute récente (2009) traduction de The Ring and the Book par Georges Connes.
L'ensemble de ces informations est regroupé ci-dessous.

### Poésies et drames

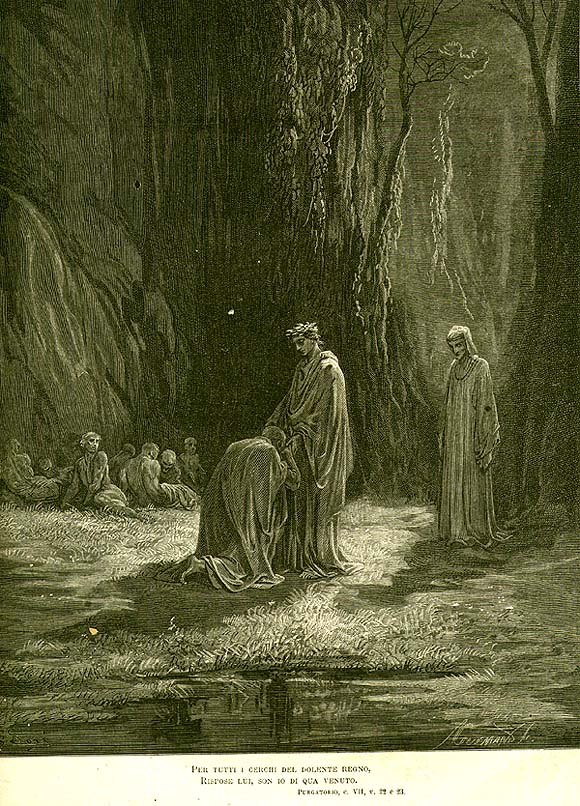
Le troubadour Sordello, illustration de La Divine Comédie de Dante par Gustave Doré.

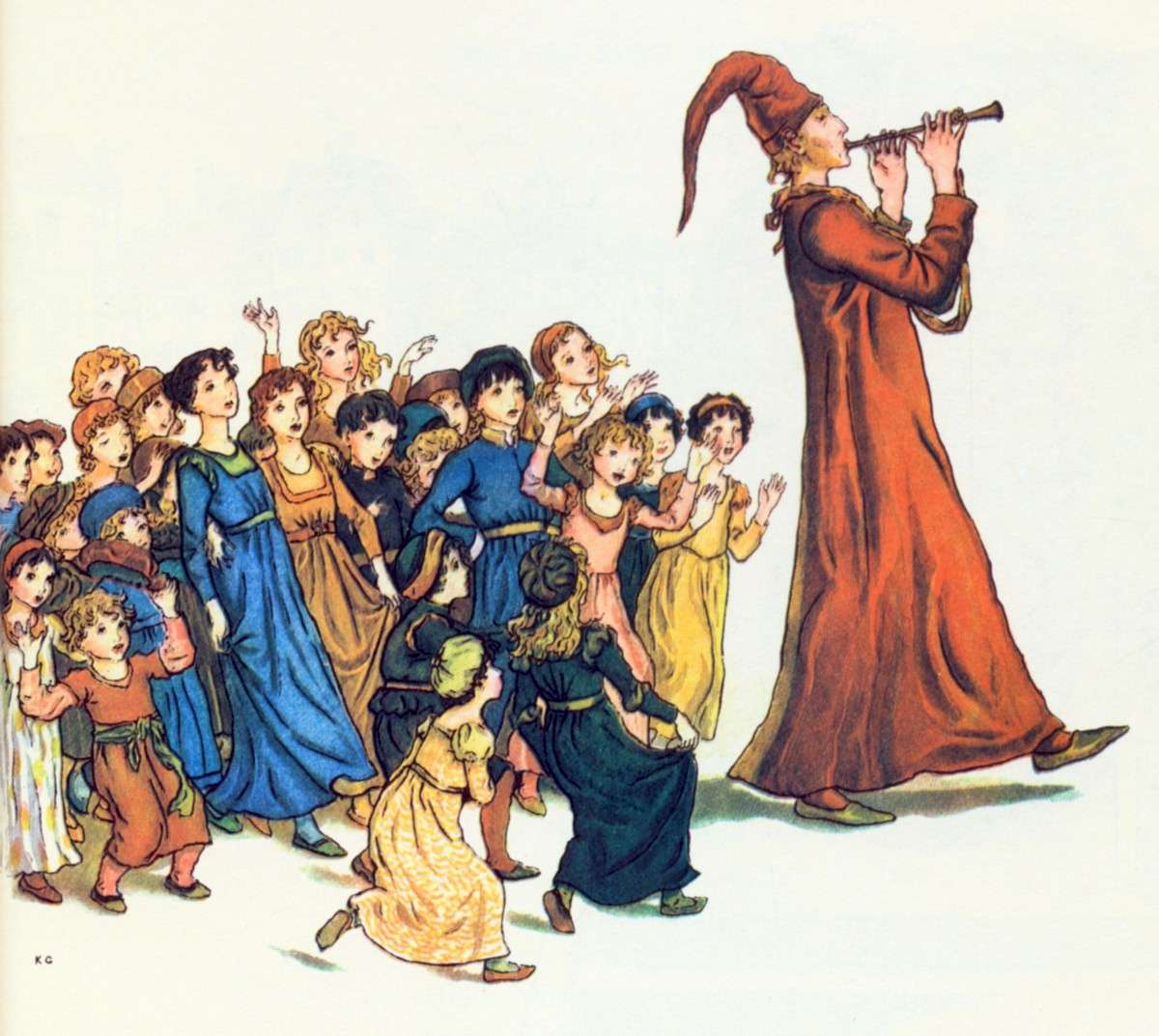
Kate Greenaway :The Pied Piper of Hamelin, (« Le joueur de pipeau de Hamelin »).

### Enregistrement de la voix de Robert Browning
La voix de Robert Browning a été enregistrée avec un phonographe à rouleau Edison lors d'un dîner donné le 7 avril 1889 chez le peintre Rudolph Lehman. Browning récite un extrait de How They Brought the Good News from Ghent to Aix et on y entend ses excuses quand il oublie certaines parties du texte. Cet enregistrement, qui existe toujours, fut à nouveau écouté en 1890, le jour anniversaire de sa mort, à l'occasion d'un hommage rendu par ses admirateurs, et l'on put dire que c'était la première fois qu'on entendait une voix venue d'outre-tombe,.

## Place de Robert Browning dans la littérature anglaise

### L'apport du passé
Il est difficile de déterminer avec précision les influences reçues par Robert Browning. La diversité de sa culture, ses multiples intérêts, son érudition constituent un réseau d'une exceptionnelle densité où toutes les époques, tous les savoirs aussi, sont mêlés.

#### L'Antiquité
Dans son analyse Un poème méconnu de Robert Browning : Aristophanes’ Apology (« L'Apologie d'Aristophane »), Brugière soutient que la Grèce Antique occupe une place privilégiée dans l'œuvre de Browning. Il écrit : « Quant à Browning, la Grèce est présente tout au long de sa carrière, depuis « Artemis Prologuizes » (Dramatic Lyrics, 1842) jusqu’au portrait de la même Artémis dans la neuvième section de « With Gerard de Lairesse », le sixième des Parleyings with Certain People of Importance in their Day (1887) qui s’ouvrent avec Apollo and the Fates, A Prologue. On aura eu entre-temps Cleon (Men and Women, 1855), « Numpholeptos » (Pacchiarotto and Other Poems, 1876), « Pheidippides » (Dramatic Idyls, 1st series, 1879), « Echetlos » (Dramatic Idyls, 2d series, 1880), « Ixion » (Jocoseria, 1883) et une [NDLR : deux] traductions, The Agamemnon of Aeschylus (1877) ».
Les titres de l'œuvre, pourtant, montrent que l'Antiquité gréco-latine, quoique présente, n'a pas joué le rôle principal. Browning se différencie ainsi des poètes qui l'ont précédé, y compris les Romantiques. L'Antiquité biblique n'apparaît pas davantage privilégiée, à l'exception de poèmes de grande importance tels que A Death in the Desert (« Mort dans le désert »), ou An Epistle Containing the Strange Medical Experience of Karshish, the Arab Physician (« Épître narrant l'étrange expérience médicale de Karshish le médecin arabe ») dans lequel Karshish raconte à son maître éloigné Abib l'histoire de la résurrection de Lazare, ou encore Saul de Men and Women, qui fait l'objet d'un monologue dramatique d'une ampleur épique et visionnaire. Il s'agit d'un monologue de David racontant comment il a sauvé Saül de sa folie, avec des chants, ceux des animaux domestiques, des animaux libres, du travail, de la guerre, de l'adoration, du mariage et de la mort dans une première série, puis les chants de la jeunesse et de la puissance, de la vie, de la joie de vivre, de la renaissance printanière. Au-delà se situent les chants de la vie de l'esprit qui préserve la jeunesse, assure l'immortalité, ouvre l'avenir ; enfin, est énoncée l'idée que l'espoir humain, impuissant à se réaliser dans sa solitude, a besoin de l'action divine. Dieu, en effet, est partout présent, dans la nature, dans les choses nobles comme dans les viles, et il se donne sans l'intercession de l'art (David jette sa harpe devenue inutile), en une révélation qui est comme un assaut de l'âme, que David exalte avec un lyrisme mystique rappelant celui de Pascal.

#### Le Moyen Âge, la Renaissance, et lesXVIIeetXVIIIesiècles

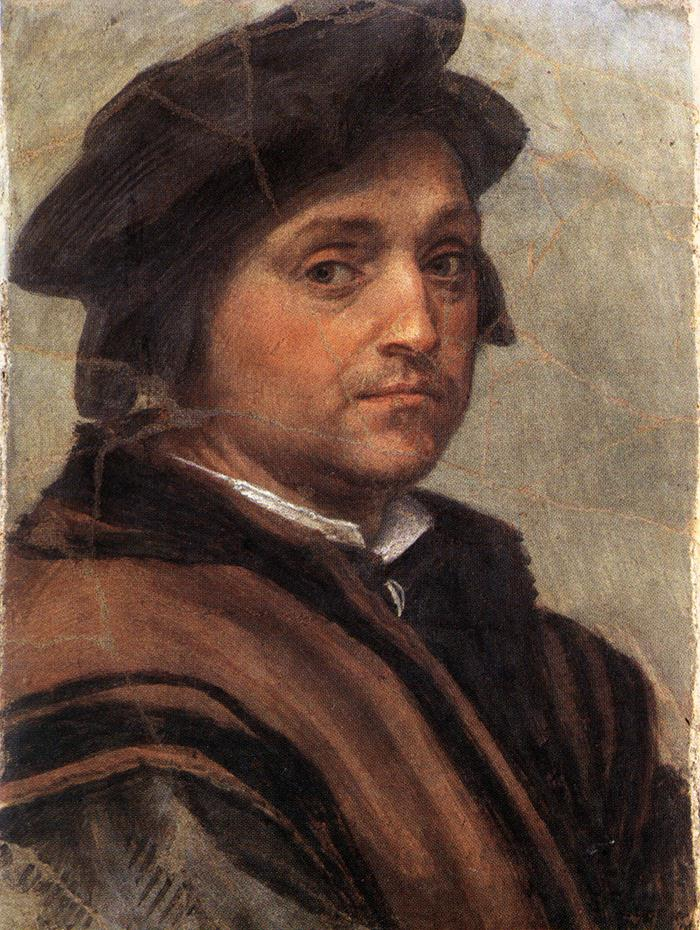
Autoportrait d'Andrea del Sarto.
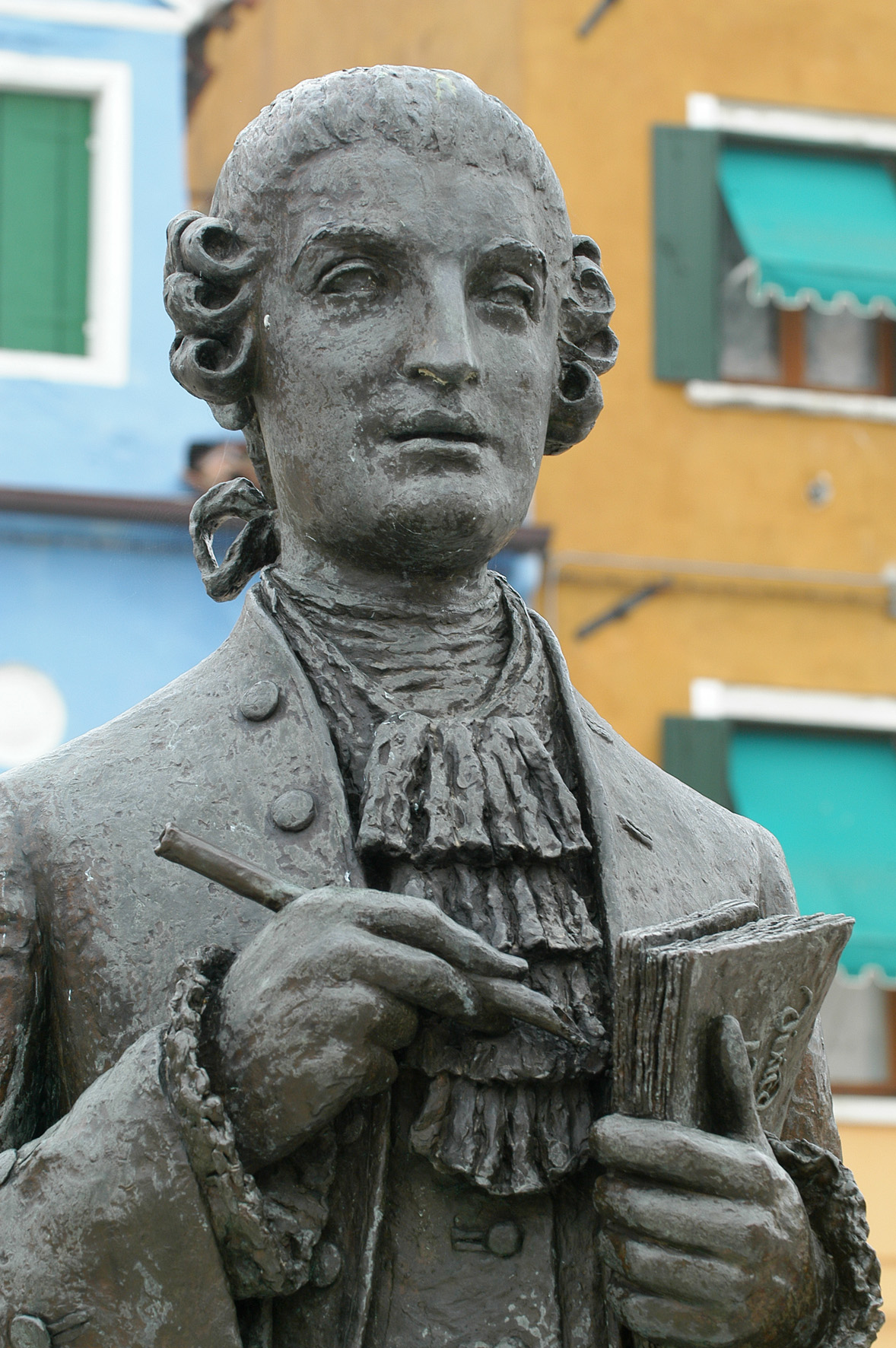
Statue de Baldassare Galuppi à Burano.
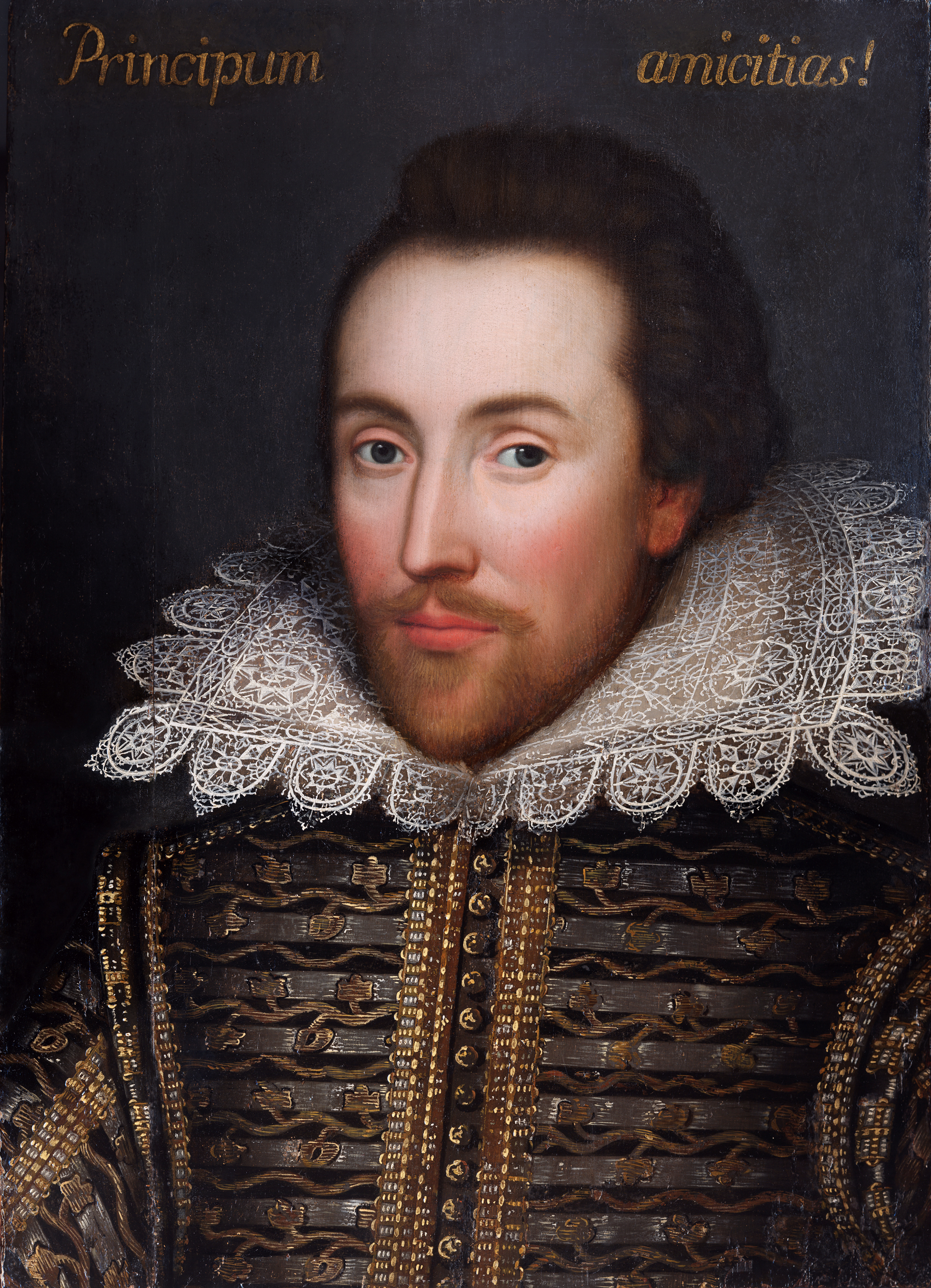
Portrait de William Shakespeare (dit portrait Cobbe), dévoilé en mars 2009.
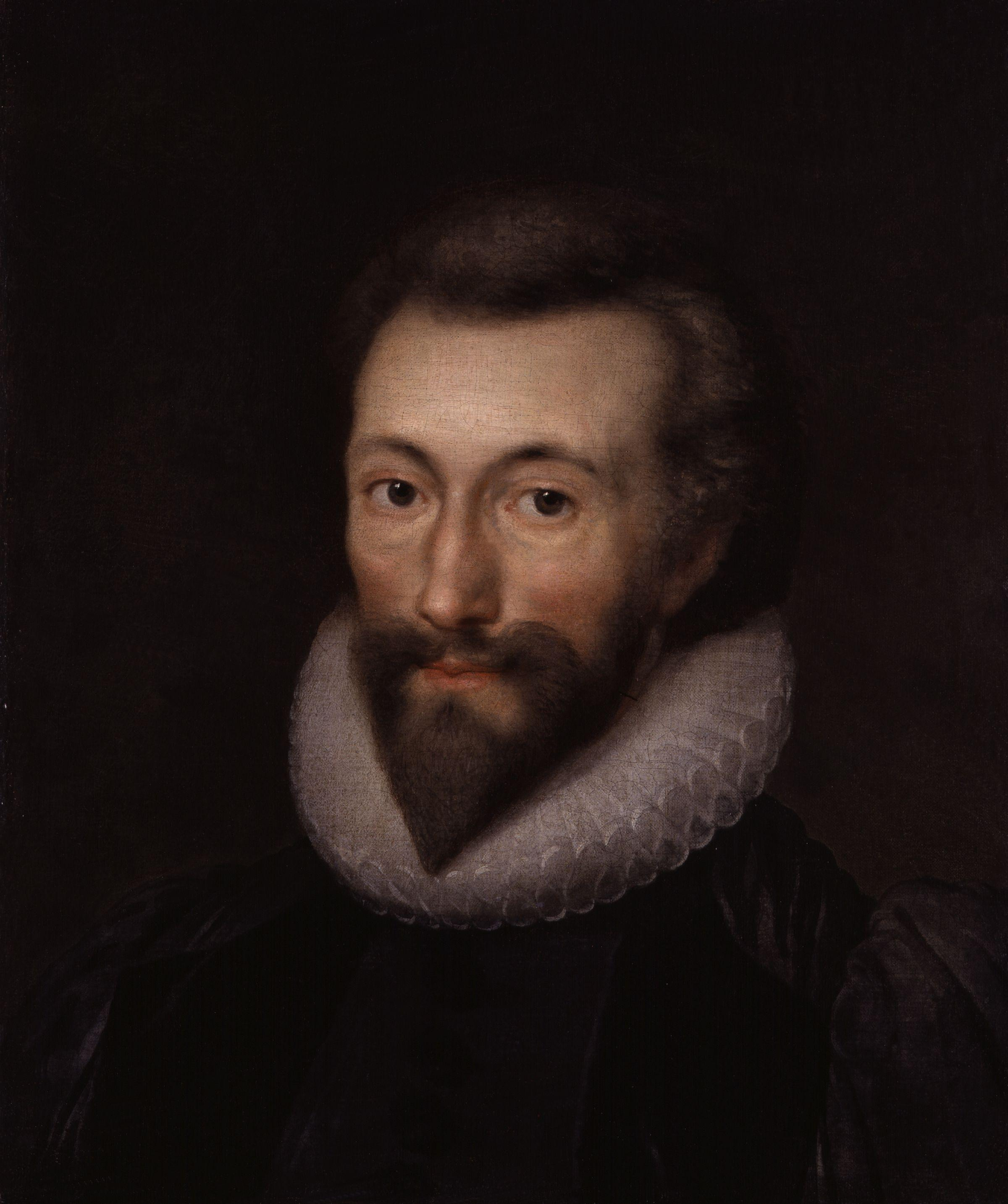
John Donne (1572-1631).

En revanche, le Moyen Âge et la Renaissance servent souvent l'inspiration de Browning. Il n'est que de consulter, une fois encore, les titres de ses œuvres. Le Moyen Âge juif sert de toile de fond à Rabbi Ben Ezra qui donne la parole au personnage du même nom, l'une des lumières juives du XIIe siècle. Le Rabbin Ben Ezra, né à Tolède en 1092, mourut en 1167, après avoir beaucoup voyagé en Europe. Il croyait en une vie après la mort. Bien que ce poème rapporte le discours d'un maître juif, son ampleur lui confère une portée universelle et il est censé contenir l'« entière philosophie de la vie ». Le Moyen Âge français est présent avec, par exemple, Childe Roland to the Dark Tower Came de Men and Women, reprise originale du héros de la Chanson de geste, le Moyen Âge espagnol est illustré par Soliloquy of the Spanish Cloister, How it Strikes a Contemporary, A Grammarian's Funeral et The Heretics' Tragedy, et le Moyen Âge italien entre autres par Sordello, qui concerne un troubadour du XIIIe siècle. La Renaissance italienne, aussi bien en peinture qu'en musique, lui offre pléthore de personnages pittoresques et souvent torturés. Outre Fra Lippo Lippi et Andrea del Sarto, il y a The Statue and the Bust concernant l'étrange attitude du Duc Ferdinand de Médicis à Venise. Le XVIIe siècle, surtout italien, est aussi présent, ne serait-ce que par The Ring and the Book et le XVIIIe siècle dans le monologue A Toccata of Galuppi's consacré à Baldassare Galuppi.

#### Shakespeare
Shakespeare a été à l'origine de l'inspiration de nombreux poèmes de Browning et, plus particulièrement, son drame Le Roi Lear. Parmi ces poèmes, se situent Halbert and Hab, Dramatic Lyrics, first series, Childe Roland to the Dark Tower Came{{etc}} Son influence a été analysée en profondeur par Robert Sawyer. Il explique d'abord que le poète disait avoir choisi son art après avoir assisté à une représentation de Richard III où le rôle principal était interprété par le célèbre tragédien Edmund Kean. Il poursuit en avançant l'idée que Browning plaçait ainsi son travail dans l'univers culturel plutôt que personnel, se détournant en cela du romantisme, ce qui lui conférait d'emblée une autorité critique. Il s'adressait, en effet, à un public nourri du théâtre shakespearien qui reconnaissait, dans la truculence de son propos, la verve du barde, mais « masculinisée ».

#### Les poètes métaphysiques duXVIIesiècle
L'Encyclopædia Universalis déclare, dans l'article consacré à John Donne, que Browning les imite. En effet, ses œuvres, que le public victorien a souvent considérées comme inhabituelles, voire résolument expérimentales, rappellent, surtout par leur style, la poésie dite métaphysique du XVIIe siècle anglais. Browning aimait particulièrement John Donne et la savante brusquerie de ses attaques de phrase, la truculence mesurée de son franc parler populaire, l'irrégularité calculée du rythme imposé à ses vers. Mais là s'arrête la comparaison : point de savantes métaphores filées (conceit) chez Browning, cet acrobatique jeu de l'esprit.

### L'apport de son époque

#### Interaction avec Elizabeth Barrett Browning
Browning a été inspiré par l'amour partagé avec son épouse. Ainsi, dans Men and Women, se trouvent plusieurs poèmes chantant les vicissitudes du sentiment. Love Among the Ruins, chante la permanence de la passion et Two in the Campagna la « fusion » métaphysique des âmes ne souffrant aucune hésitation ; Any Wife to any Husband pose le problème de la fidélité et conclut à la supériorité de la nature féminine ; enfin, dans One Word More, Browning prend directement la parole et exalte une fois encore la suprématie de l'amour conjugal. De plus, « Cristina » et « In a Gondola », transférés de Men and Women à Dramatic Lyrics, de même que The Lost Mistress, passé à Dramatic Romances and Lyrics, témoignent, eux aussi, de l'influence, exercée sur Browning par l'amour partagé, d'Elizabeth,.
De plus, la religiosité d'Elizabeth influence Browning qui, après son mariage, accorde une signification plus profonde à la foi. Ainsi, par exemple, Easter Day a pour sujet la nature intime de la conscience religieuse, Saul contient la prophétie de l'avènement du Christ, et chacun de ces monologues, sans exprimer directement la pensée de l'auteur, laisse apparaître à travers les personnages son émerveillement de la transcendance,.

#### Richard Barham
La publication par Richard Barham (1788-1845), en 1840, des Ingoldsby Legends a certainement influencé Browning qui y a trouvé un genre d'humour ne pouvant que lui plaire. De plus, leur puissance narrative, leur variété de sujets, leur attirance pour le grotesque et, parfois, leur traitement franchement comique de légendes médiévales faisaient écho à sa propre inspiration, nourrie par une immense érudition mais souvent encline à révéler l'aspect incongru des choses.

#### Walter Savage Landor
Les « Conversations imaginaires d'hommes de lettres et d'État » (Imaginary Conversations of Literary Men and Statesmen) (1824-1829) de Walter Savage Landor ont joué un grand rôle dans l'élaboration par Browning de son système poétique. En 1859, dans une lettre à Sariannah, la sœur du poète, Elizabeth Barrett Browning écrit : « Robert a toujours dit qu'il devait plus en tant qu'écrivain à Landor qu'à aucun de ses contemporains ». D'ailleurs, Browning dédicace sa pièce Luria (1846) à Landor qui, lui, compose un sonnet à sa louange.

### Une place à part
L'époque victorienne proprement dite n'est pas l'âge d'or de la poésie anglaise. Seuls subsistent après la sanction de la postérité, Alfred Tennyson, Robert Browning, Elizabeth Barrett Browning et Matthew Arnold. Encore ce dernier est-il, du moins pour le moment car les réévaluations sont toujours possibles, en retrait par rapport, surtout, aux deux premiers cités.
Les raisons de ce semi déclin sont assez difficiles à cerner : sans doute, la gloire acquise dès l'extrême fin du XVIIIe siècle et au début du XIXe siècle par les « jeunes » romantiques ne laisse guère de place aux successeurs, à moins qu'ils ne fassent preuve d'une originalité totale. La mode est au roman qui, grâce au système de la publication en feuilletons et le succès des bibliothèques mobiles, connaît un essor extrêmement important. Les poètes écrivent mais ne font qu'imiter les innovateurs ayant instauré une révolution culturelle dès l'extrême fin du XVIIIe siècle en Angleterre, avec Gœthe, puis, un peu plus tard, les poètes français, d'une amplitude telle qu'elle bouleverse les schémas anciens et modèle encore, du moins en grande partie, la sensibilité et les goûts.
De plus, « l'époque victorienne » ne coïncide pas avec le règne de la souveraine qui est très long, de 1837 à 1901. À son accès au trône, le romantisme est encore vigoureux, quoique ses survivants les plus prestigieux, Wordsworth en particulier, entament leur déclin ; et avant le tournant du siècle, d'autres mouvements poétiques ont pris le relais, avec des buts différents et des esthétiques nouvelles. De grands poètes originaux ont jailli, mais qu'on ne saurait plus qualifier de « victoriens ». Ainsi les Préraphaélites réunis autour de Dante Gabriel Rossetti,, ou William Morris et ses compositions épiques moyenâgeuses et ses sagas islandaises, ou encore George Meredith dans sa série de pseudo sonnets Modern Love, de même que Thomas Hardy, qui « accentuent le réalisme jusqu'à la névrose », enfin, J. A. Symmonds (1840-1893) et Oscar Wilde (1854-1900), avec lesquels « [la poésie] devient procédé,, ».
Dans ce contexte, l'œuvre de Robert Browning tient une place à part. À bien des égards, sans réel prédécesseur ni successeur direct, Browning demeure un précurseur (Voir section suivante).

### L'héritage de Robert Browning
Robert Browning a influencé certains de ses jeunes contemporains ou poètes appartenant à la génération qui l'a suivi. Plutôt qu'une filiation directe, il s'agit d'un passage de témoin vers la modernité.

#### «Une poétique de la modernité»
Jorge Luis Borges, dans ses Cours de littérature anglaise, précise que si L'Anneau et le Livre avait été écrit en prose, Browning serait considéré, à côté de Henry James, comme « l'un des pères de la modernité ».
En effet, selon les dernières avancées critiques, Browning appuie son réalisme et son interprétation symbolique du réel sur une « poétique de la modernité » (voir la référence en fin de paragraphe). À ce sujet, l'éditeur d'une traduction de L'Anneau et le Livre par Georges Connes, préface de Marc Porée (2009), analyse dans sa présentation l'attitude de Browning vis-à-vis du passé et de son siècle. Selon lui, son exploration dialectique et mystique de l'univers témoigne des bouleversements et des mutations idéologiques ayant traversé sa période. Elle présente aussi un ensemble structuré de lignes de force, avec des motifs et des images récurrents, recréant un paysage personnel, avec ses attirances ou ses dégoûts envers « certains éléments ou certaines matières, certaines catégories et formes sensibles ». Cet univers personnel devient « mise en scène de désirs inconscients », « lieu d'une activité fantasmatique », aboutissant au dévoilement d'un « mythe personnel » et d'un « ordre caché » de l'art.

#### Un relais

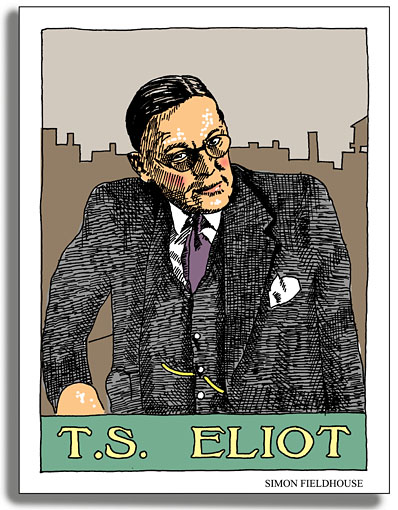
T. S. Eliot par Simon Fieldhouse.
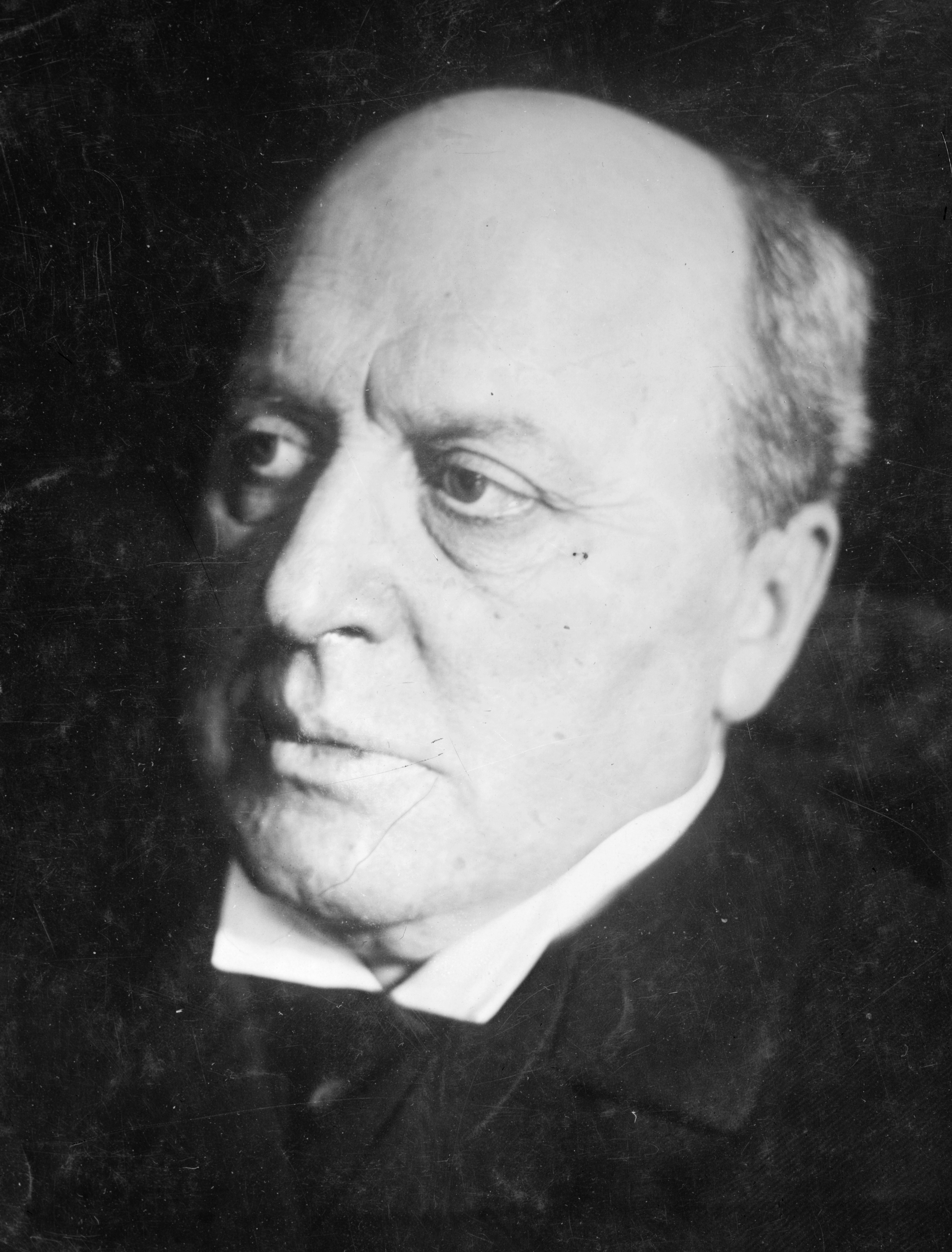
Henry James en 1910.
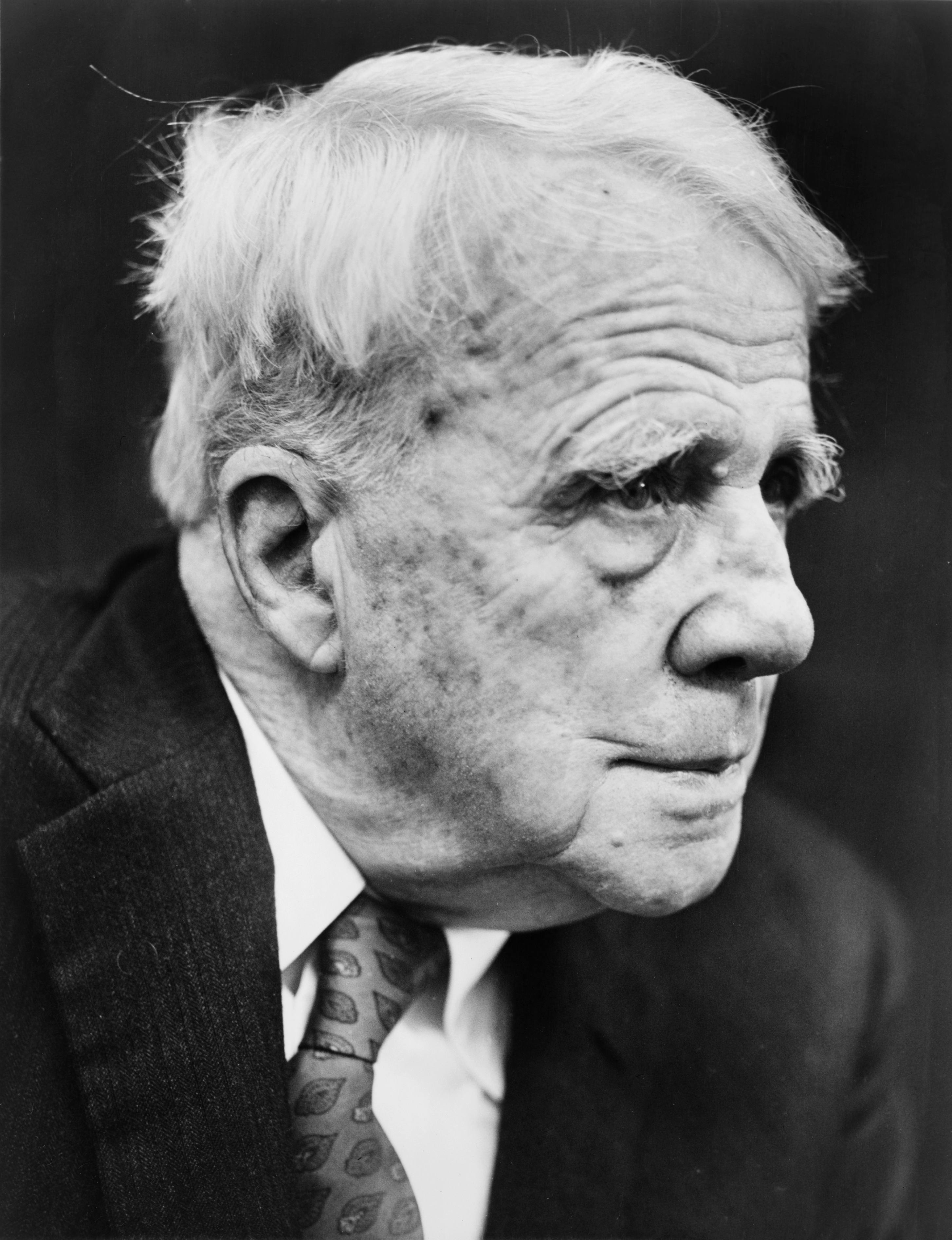
Robert Frost en 1959.

En ce sens, il offre un relais entre les poètes « métaphysiques » du XVIIe siècle d'une part, et T. S. Eliot ou Ezra Pound de l'autre, qui, entre autres, reprendront la forme et les techniques du monologue dramatique.

##### Ezra Pound (1885-1972) et T. S. Eliot (1888-1965)
Les deux poètes sont très liés : en témoigne leur correspondance entre deux rencontres. The Waste Land de T. S. Eliot est dédié à Ezra Pound. Les deux amis partagent la même admiration pour Robert Browning et, en particulier, pour ses monologues où existe une constante tension entre la phrase et son corset métrique, une sorte de « boiterie », pour reprendre l'expression de Marc Porée, dont ils se souviendront dans leurs propres œuvres, s'inspirant de la prolixité d'une parole qui se métamorphose en masse sonore de caractère extatique, ainsi The Love Song of J. Alfred Prufrock ou Cantos de T. S. Eliot, ce dernier poème se réclamant de Sordello, ou Death in Venice (« Mort à Venise ») de Ezra Pound.

##### Henry James (1843-1916)
Henry James, fasciné par Robert Browning. admire l'œuvre et la cite ou l'utilise en épigraphe. Elle l'influence en profondeur, par ses thèmes souvent proches, par la multiplication des points de vue, comme dans Sordello. De plus, il partage l'idée que deux vies, par manque de courage au moment décisif, s'étiolent au lieu de s'épanouir (c'est l'infinitesimal difference [« La différence infinitésimale »]). Enfin, le clivage entre « le poète » et le « membre de la société », lui pose une permanente énigme : d'où sa nouvelle « d'une fantastique drôlerie », La Vie privée, dont James indique, dans une page de ses carnets, que le personnage principal est modelé sur l'auteur de L'Anneau et le Livre ». À cet hommage s'ajoutent deux essais : Robert Browning à l'abbaye de Westminster, janvier 1890, pour le transfert des cendres dans le « Coin des Poètes », et Le Roman dans L'Anneau et le Livre, mai 1912, pour la célébration du centenaire de la naissance. « James, qui n'apparaissait plus en public, accepte en cette occasion de prendre la parole à Caxton Hall. C'est dire l'importance que revêt pour lui cet hommage. Il y compare le chef-d'œuvre de Browning à une cathédrale ».

##### Robert Frost (1874-1963)
La devise de Robert Frost était : « Toute poésie est la reproduction des accents du parler réel », ce qui rappelle les déclarations de William Wordsworth dans sa « Préface » à la deuxième édition des Lyrical Ballads, et aussi l'adoption par Browning du monologue qui, certes travaillé et souvent savant, utilise une langue « parlée », c'est-à-dire de facture a priori non littéraire. De fait, Robert Frost s'inspire de Browning pour capter le vocabulaire et les rythmes populaires, et aussi, pour faire entendre des voix révélant de façon oblique, non seulement des personnalités exceptionnelles, mais aussi, à travers elles et par procuration, sa propre vision de la société et du monde.
Comme l'écrit Susan Trichy, « […] il est difficile de voir, ce qui, chez Browning, aurait pu ne pas attirer ces [poètes] (essentiellement Ezra Pound, T. S. Eliot et Robert Frost) : 1) l'exigence d'un lecteur actif devant participer à l'élaboration du poème, 2) une gamme de personnalités adéquates, donc une gamme de dictions, 3) l'occasion rêvée d'une exploration psychologique, 4) les armes du satiriste que sont l'expression oblique et l'ironie, ».

## Robert Browning dans la culture

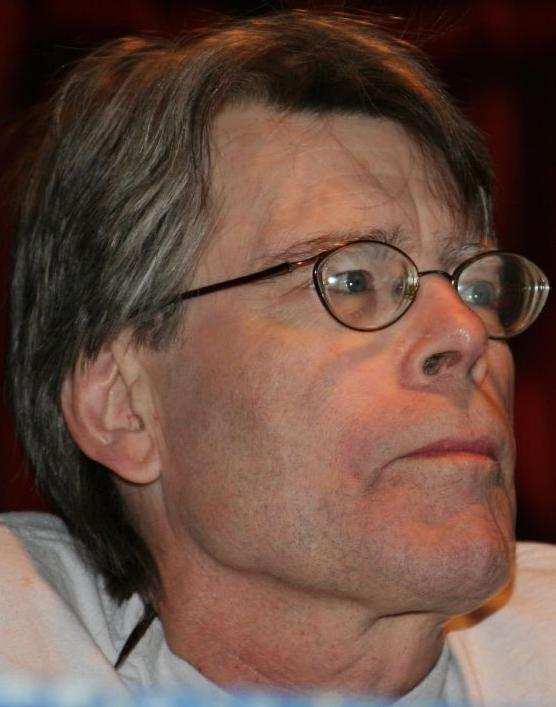
Stephen King, en 2007, qui s'inspira de Browning pour sa série The Dark Tower.
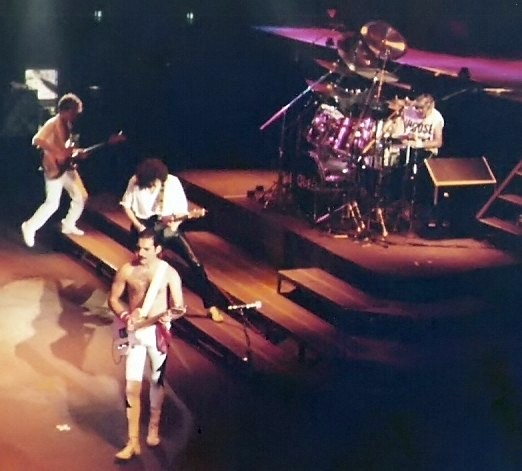
Queen, en concert en 1984, qui emprunta le titre d'une chanson à Browning.

### Littérature
- Les deux derniers vers de la célèbre « Chanson » de Pippa Passes : « Dieu est dans son Paradis / Tout va bien sur terre ! » sont l'objet d'une parodie dans Brave New World d'Aldous Huxley, avec le slogan hypnopédique : « Ford est un fiasco, tout va très bien dans le monde ».
- L’écrivain Ryūnosuke Akutagawa (1892-1927) a traduit The Ring and the Book en japonais dans les années 1920.
- Pebble in the sky (Cailloux dans le ciel) d'Isaac Asimov s'est d'abord intitulé Grow Old With Me (« Vieillis avec moi »). Comme l'auteur l'a lui-même expliqué dans The Early Asimov (La Mère des mondes), ce titre dérive d'une citation du poème de Robert Browning Rabbi Ben Ezra[N 43].

Dans ce roman, le héros Joseph Schwartz déambulait [dans les rues] de la banlieue de Chicago en se récitant des vers de Browning lorsqu'il fut projeté dans un lointain avenir, et le roman s'achève sur ces mêmes vers.
- Stephen King s'est inspiré du poème de Robert Browning Childe Roland to the Dark Tower Came pour écrire sa série de romans intitulée The Dark Tower (« La Tour sombre » en version française), composée de huit tomes publiés entre 1982 et 2012.
- Maggie Power, romancière, a écrit un roman portant le même titre que le poème de Browning Porphyria's Lover.
- Ruth Rendell, romancière, s'est inspirée du même poème Porphyria's Lover (dans sa nouvelle Lizzie's Lover).

### Peinture
L'œuvre de Robert Browning inspira certains peintres, tel Edward Burne-Jones, dont le tableau Love among the Ruins porte le titre d'un poème de Men and Women.

### Musique
- By the Fireside est l'une des sections de Les Saisons, suite pour piano composée par Tchaikovski en 1875 et 1876.
- En 1912, Charles Ives a composé une ouverture symphonique intitulée Robert Browning Overture[N 44],[218].
- D'après Yann Tholoniat (voir bibliographie), la diction poétique baroque de Robert Browning « annonce[rait] » la musique de jazz.
- Le deuxième album de l'orchestre The Wings of Fire, Prospice, se fonde sur le poème de Robert Browning qui porte le même nom.
- Le groupe rock Queen, dans la chanson My Fairy King (1973), a cité ces vers tirés de The Pied Piper Of Hamlin : And their dogs outran our fallow deer, / And honey-bees had lost their stings, / And horses were born with eagles' wings.
- Inspiré par Robert et Elizabeth Browning, Dominick Argento, compositeur italo-américain d'œuvres lyriques, a écrit Casa Guidi, paru en 2002, comprenant diverses sections consacrées à l'évocation de la vie des poètes à Florence : 1. Casa Guidi, 2. Casa Guidi: The Italian Cook And the English Maid, 3. Casa Guidi: Robert Browning, 4. Casa Guidi: The Death of Mr. Barrett, 5. Casa Guidi: Domesticity.
- Steve Hewitt a composé et publié le premier extrait de Love Amongst Ruin, titre inspiré par le poème de Robert Browning Love Among the Ruins, le 28 novembre 2009[219].
- By the Fireside est le pseudonyme de Daniel Lea, chanteur anglais représentant la tendance musicale dite alternative rock.
- La chanson de John Lennon intitulée Grow old with me (album Milk and Honey) a été inspirée par le poème de Robert Browning Rabbi ben Ezra[N 45].
- Le musicien anglais Peter Fribbins, né à Londres en 1969, a composé une œuvre pour flûte et piano intitulée Porphyria's Lover, d'après le poème de Browning. Il écrit : « Le titre est emprunté au poème du même nom de Robert Browning. C’est à mon avis un poème remarquable, plein de passion, d’images vivantes, et imprégné de touches de folie et de distorsion (ici littéralement sous la forme de la maladie de porphyria, une maladie héréditaire produisant des douleurs abdominales et de la confusion mentale) qui semblent typiques de tant d’œuvres romantiques[220] ».
- Where the Wild Roses Grow, la chanson composée en 1996 par l'auteur-compositeur-interprète australien Nick Cave pour le 9e album de Nick Cave and the Bad Seeds Murder Ballads, s'inspire du poème de Browning Porphyria's Lover. Nick Cave l'interprète en duo avec la chanteuse australienne Kylie Minogue.

### Cinéma, radio, télévision, divers
Dans le domaine cinématographique, d'assez nombreux films ont été réalisés sur la base de la vie ou de l'œuvre de Robert Browning :
- The Barretts of Wimpole Street : la première version date de 1934 avec Fredric March dans le rôle de Robert Browning et Norma Shearer dans celui d'Elizabeth Barrett Browning. Une reprise a été faite avec Basil Rathbone et Katharine Cornell, et une autre en 1957 avec John Gielgud et Jennifer Jones ;
- Pippa passes; or, The Song of Conscience, film de 1909, dirigé par D. W. Griffith ;
- Blot in the Scutcheon, film de 1912, dirigé par D. W. Griffith ;
- James Lee's Wife, film de 1913 dirigé par Lois Weber ;
- Women and Roses, film de 1914 dirigé par Wallace Reid ;
- The Ring and the Book, film de 1914 ;
- The Flight of the Duchess, film de 1916 dirigé par Eugene Nowland ;
- Child of M'sieur, film de 1919, dirigé par Harrish Ingraham ;
- Light Woman, film de 1920 dirigé par George L. Cox ;
- The Pied Piper of Hamelin (Le joueur de pipeau de Hamelin) est l'œuvre de Robert Browning qui a été le plus souvent portée à l'écran :
  - film de 1911, dirigé par Theodore Marston,
  - film de 1913, dirigé par George Lessey,
  - film de 1957, dirigé par Bretaigne Windust,
  - film de 1960, dirigé par Lotte Reiniger,
  - film de 1972, dirigé par Jacques Demy,
  - film de 1982, dirigé par Brian Cosgrove,
  - film de 1985, dirigé par Nicholas Meyer,
  - film de 1926, dirigé par Frank Tilley.
- Le film Rashomôn de Akira Kurosawa, inspiré par l’écrivain Ryūnosuke Akutagawa (1892-1927) qui traduisit The Ring and the Book en japonais dans les années 1920, obtint la palme d'or au festival de Cannes en 1950 ;
- Les protagonistes du court métrage de science fiction de Robert F. Young's, 1957, Your ghost will walk... sont deux androïdes programmés selon les personnalités de Robert Browning et d'Elizabeth Barrett Browning ;
- Jean-Luc Godard, dans Pierrot le Fou (1965), fait réciter à Jean-Paul Belmondo et Anna Karina le poème « Une vie dans un amour » du recueil Men and Women[N 46],[222] ;
- Dans la série télévisée américano-canadienne de science-fiction X-Files (septembre 1993 - mai 2002), le détective Fox Mulder récite dans un pré où est mort Celsmoon, un extrait de Paracelsus de Robert Browning : « Parfois il me semble rêver. À ma façon, j'ai aussi traversé la vie avec philosophie et j'ai encore une fois emprunté des sentiers familiers. Je suis peut-être déjà mort, il y a longtemps, dans une suffisance arrogante, et ce jour-là, j'ai prié pour une seconde chance avec une telle ferveur que l'instinct d'une lumière nouvelle a transcendé la mort. La vie n'a pas été totalement obscurcie, mais a parsemé ma route de débris qui se sont mués en lointains souvenirs. Comme aujourd'hui où il me semble une fois encore que j'ai à nouveau la chance d'atteindre mon but[N 47]... » ;
- En juillet 2008, une pièce radiophonique en deux parties, adaptée de The Ring and the Book en prose et en vers par Martyn Wade, a été programmée sur BBC Radio 4, avec Anton Lesser dans le rôle de Browning, Roger Allam dans celui de Guido Franceschini et Loo Brealey en Pompilia, production Classic Serial d'Abigail le Fleming ;
- Le logo de Neon Genesis Evangelion (新世紀エヴァンゲリオン, Shin Seiki Evangerion?), également connu sous le nom Evangelion, anime japonais, est fait d'une demie feuille de figuier surimposée sur le nom et portant la devise « God's In His Heaven... All's Right With The World » en quart de cercle sur la partie inférieure. Cette devise est extraite du poème Pippa Passes de Robert Browning.

#### Ouvrages généraux
- (en) Margaret Drabble, The Oxford Companion to English Literature, Londres, Oxford University Press, 1985, 5e éd., 1155 p. (ISBN 0-19-866130-4).
- (en) Andrew Sanders, The short Oxford History of English Literature (Revised ed.), Oxford, Oxford University Press, 1996, 718 p. (ISBN 0-19-871156-5).
- (en) Michael Stapleton, The Cambridge Guide to English Literature, Cambridge, Cambridge University Press, 1983, 992 p. (ISBN 0-521-26022-1).

#### Ouvrages
- (en) Joseph L. Althoz, Victorian England, 1837-1901 (bibliogr.), Cambridge (G.-B.), 1970.
- (en) I. Armstrong, Robert Browning, Londres, Bell & Sons, 1974.
- (en) Margaret Atwood, Negotiating with the Dead : a writer on writing, Cambridge, Cambridge University Press, 2002, 219 p. (ISBN 0-521-66260-5), p. 33.
- (en) Elizabeth Barrett Browning, et Kerry McSweeney (dir.), Aurora Leigh, Oxford, New York, Oxford University Press, 1993 (ISBN 978-0-19-282875-0).
- Elizabeth Barrett Browning (trad. de l'anglais par et prés. de Lauraine Jungelson), Sonnets portugais : et autres poèmes, Paris, nrf, Poésie/Gallimard, 1994, 178 p. (ISBN 2-07-032819-8).
- (en) Edward Berboe, The Evidences of Chritianity from Browning's Point of View, Londres, Richard Clay & Sons, Limited, 1899, « XVII et préface à la 1re édition (ix) ».
- (en) Kirstie Blair, Victorian Poetry and the Culture of the Heart, Oxford (GB), Clarendon Press Oxford English Monographs, 2006, 273 p. (ISBN 978-0-19-927394-2, lire en ligne).
- Odile Boucher-Rivalain, Roman et poésie en Angleterre au XIXe siècle, Paris, Ellipses, 1997, « Robert Browning », p. 160-164, chapitre rédigé par Marc Porée.
- (en) Robert Browning, Bells and Pomegranates, III : Dramatic Lyrics (« Poèmes lyrico-dramatiques »), 1947 (1re éd. 1842).
- (en) John Bryson, Robert Browning, Londres, Longmans, Green & Co, 2005.
- (en) Joseph Bristow, Robert Browning, New York, St. Martin's Press, coll. « New Readings », 1991.
- Bernard Brugière, L'univers imaginaire de Robert Browning, Paris, Kiencksiek, 1979.
- (en) Glennis Byron, Dramatic monologue, Routledge, 2003, 167 p. (ISBN 978-0-415-22936-4, lire en ligne).
- (en) G. K. Chesterton, Robert Browning, Londres, Macmillan Interactive Publishing, 21 décembre 1951 (1re éd. 1903), 214 p. (ISBN 978-0-333-02118-7).
- (en) Eleanor Cook, Browning’s lyrics : an exploration, Toronto, Buffalo, University of Toronto Press, 1974.
- (en) Eleanor Cook, Browning's Lyrics : An Exploration, University of Toronto Press, 1975, 317 p..
- (en) Paul A. Cundiff, Robert Browning, a Shelley Promethean, St. Petersburg, FL, Valkyrie Press, 1977 (ISBN 978-0-912760-49-0).
- Paul de Reuil, L'Art et la Pensée de Robert Browning, Bruxelles, M.Lamertin, 1929.
- (en) William Clyde DeVane, A Browning handbook (« Manuel Browning »), Appleton-Century-Crofts, 1955, 2e éd..
- (en) Philip Drew, The poetry of Robert Browning, A critical introduction (« La poésie de Robert Browning, Introduction critique »), Methuen, 1970.
- (en) Joseph E. Duncan, The Intellectual Kinship of John Donne and Robert Browning (« La parenté intellectuelle de John Donne et Robert Browning »), North Carolina University Press, 1953.
- (en) Benjamin Fuson, Browning and his English Predecessors in the Dramatic Monolog [sic], Iowa, State University of Iowa Humanistic Studies, 1948.
- (en) Park Honan, Browning's Characters : A Study in Poetic Technique, New Haven, Yale University Press, 1961, 327 p. (OCLC 357909).
- (en) T. Joseph et S. Francis, Encyclopaedia of World Great Poets, Anmol Publications PVT. LTD., 2004, 3188 p. (ISBN 978-81-261-2040-6, lire en ligne), « Browning's My Last Duchess », p. 171 à 190.
- (en) Martin Garrett, A Browning chronology (« Chronologie concernant Browning »), 1999.
- (en) Martin Garrett, Elizabeth Barrett Browning and Robert Browning, 2002.
- (en) Mary Ellis Gibson, Critical Essays on Robert Browning (« Essais critiques sur Robert Browning »), 1992.
- (en) Mary Ellis Gibson, « Robert Browning », Victorian Poetry, West Virginia University Press, vol. 39, no 3,‎ automne 2001, p. 447-453 (ISSN 0042-5206, DOI 10.1353/vp.2001.0025).
- (en) Dragutin Gostüski, The Third Dimension of Poetic Expression, The Musical Quarterly, 3, 1969.
- (en) H. W. Griffin, Life of Robert Browning (« Vie de Robert Browning »), 1936
- (en) J. W. Harper, « Eternity Our Due : Time in the Poetry of Robert Browning », dans Malcolm Bradbury et David Palmer (dir.), Victorian Poetry, Londres, Edward Arnold, coll. « Stratford-upon-Avon studies » (no 15), 1972, 304 p. (OCLC 1336922), p. 59-87
- (en) Charles Harold Herford, Robert Browning, Edinburgh, London, William Blackwood, 1905, 314 p..
- (en) Charles Harold Herford, Robert Browning, Dodd, Mead Co, réédition de l'ouvrage de 1905, 2005.
- Henry James (trad. de l'anglais par Jean Pavans), Sur Robert Browning : la vie privée, suivie de deux essais, Paris, Le Bruit du temps, 2009, 126 p. (ISBN 978-2-35873-003-7).
- (en) Henry Jones, Browning As a Philosophical & Religious Teacher (« Browning, le maître de philosophie et de théologie »), 1989.
- (en) E.D.H. Johnson, The alien vision of Victorian poetry : sources of the poetic imagination in Tennyson, Browning, and Arnold, Princeton University Press, coll. « Princeton studies in English » (no 34), 1952, 224 p. (OCLC 295406)
- (en) Daniel Karlin, The Courtship of Robert Browning and Elizabeth Barrett (« La cour de Robert Browning à Elizabeth Barrett »), Oxford, 1985.
- (en) Philip Kelley (dir.) et al., The Brownings' correspondence. 15 vols. to date, Wedgestone, 1984, « Complete letters of Elizabeth Barrett Browning and Robert Browning, so far to 1849 (« Correspondance complète d'Elizabeth Barret Browning et Robert Browning jusqu'en 1849 ») ».
- Richard S. Kennedy, Robert Browning's Asolando, The Indian Summer of a Poet, University of Missouri Press, 1993, 168 p. (ISBN 978-0-8262-0917-7, lire en ligne).
- (en) Richard S. Kennedy et Donald S. Hair, The Dramatic Imagination of Robert Browning : A Literary Life (« L'imagination dramatique de Robert Browning : une vie littéraire »), Columbia, University of Missouri Press, 2007, 492 p. (ISBN 978-0-8262-1691-5 et 0-8262-1691-9).
- (en) R. A. King, The Bow and the Lyre (« L'arc et la lyre »), 1957.
- (en) R. A. King, The Focusing Artifice (« L'artifice du gros-plan »), 1969.
- (en) Mark Knight, Nineteenth-Century Religion and Literature, An Introduction, Oxford, Oxford University Press, 2006, 245 p. (ISBN 978-0-19-927710-0, lire en ligne).
- (en) Jakob Korg, Browning and Italy (« Browning et l'Italie »), 1983.
- (en) Helen Luu, "Impossible Speech" : 19th Century Women Poets and the Dramatic Monologue, 2008 (lire en ligne).
- (en) Julia Markus, Dared and Done : The Marriage of Elizabeth Barrett and Robert Browning (« Ils l'ont osé et ils l'ont fait : le mariage d'Elizabeth Barrett et de Robert Browning »), 1995.
- André Maurois, Robert et Elizabeth Browning, Paris, Grasset, 1959.
- (en) John Maynard, Browning's youth (« La jeunesse de Browning »), Harvard University Press, 1977.
- (en) Barbara Melchiori, Browning’s poetry of reticence, London, Edinburgh, Oliver & Boyd, 1968.
- Henri Meschonnic, Critique du rythme, Anthropologie historique du langage, Paris, Verdier Poche, 1982, 391 p. (ISBN 978-2-86432-565-9).
- (en) J. Hillis Miller, Robert Browning, The Disappearance of God, Cambridge, MA, Harvard University Press, 1963.
- (en) Henry Nettleship, Essays and Thoughts, Londres, The Critic, 24 avril et 8 mai 1886.
- (en) Barry L. Popowich, Porphyria is Madness, Studies in Browning and his Circle, Baylor University, Armstrong Browning Library, 1999, p. 59-65.
- (en) Pratul Pathak, The Infinite Passion of Finite Hearts (« L'infini de la passion et la finitude des cœurs »), 1992. Titre emprunté à la dernière strophe (XII) de Two in the Campagna : « Just when I seemed about to learn! / Where is the thread now? Off again! / The old trick! Only I discern-- / Infinite passion, and the pain / Of finite hearts that yearn ».
- (en) John Pettigrew, Robert Browning, The Poems Vol I, New Haven et Londres, New Haven and London Yale University Press, 1981.
- (en) John Pettigrew, Robert Browning, The Poems Vol I, Londres, Penguin Books, coll. « Penguin classics ; Poetry », 1996, xxxiv-1191 (ISBN 0-14-042259-5).
- (en) Patrick Pollard, Browning through French eyes : Gide, Du Bos and other critics c.1889-1946, Browning Society Notes 30, 2005, 29-48 p..
- (en) Thomas Rain, Browning for Beginners (« Browning pour les débutants »), 1973.
- (en) Gerdrude Reese Hudson, Robert Browning's literary life from first work to masterpiece (« La vie littéraire de Robert Browning de ses débuts à ses chefs-d'œuvre »), Texas, 1992.
- (en) Adam Roberts, Robert Browning, 1997.
- (en) The Dialectical Temper (« Le tempérament dialectique »), 1968.
- (en) A. Brooke Stopford, The Poetry Of Robert Browning, Londres, The Echo Library, 2006.
- (en) William Whitla, The Central Truth, Incarnation in Robert Browning's Poetry, Toronto, University of Toronto Press, 1963.
- (en) John Woolford, Browning the Revisionary (« Browning et la remise en question »), 1988.
- (en) John Woolford et Daniel Karlin, The Poems of Browning : 1841-1846, Pearson Education, 1991, 518 p. (ISBN 978-0-582-06399-0, lire en ligne).
- Home, sweet home or bleak house? Art et littérature à l'époque victorienne : Actes du 6e Colloque international de la Société française d'études victoriennes et édouardiennes, Paris, Les Belles Lettres, coll. « Annales littéraires de l'Université de Besançon » (no 308), 1985, 308 p. (ISBN 2-251-60308-5, lire en ligne).

#### Articles

##### Publications diverses
- (en) Richard Benvenuto, « Lippo and Andrea: the Pro and Contra of Browning’s Realism », Studies in English Literature 1500-1900, no 13,‎ 1973, p. 643-652.
- Jacques Blondel, « Du Périple des sots à la quête de Childe Roland », dans Christian La Cassagnère (dir.), Le Voyage romantique et ses réécritures, Clermont-Ferrand, Faculté des Lettres et Sciences humaines de Clermont-Ferrand, 1987, 298 p., p. 119-128.
- (en) Stephen Brown, « Browning and Music », Browning Society Notes, no 6,‎ 1976, p. 3-7.
- Bernard Brugière, « Un poème méconnu de Robert Browning : Aristophanes’ Apology », Études anglaises, Didier Érudition, vol. 57, no 1,‎ 2004, p. 22-38.
- (en) Susie Campbell, « Painting in Browning’s Men and Women », Browning Society Notes, no 14,‎ 1984, p. 2-22.
- Christian La Cassagnère, « Poétique du voyage imaginaire : une lecture du Childe Roland de Browning », dans Poétique(s), Lyon, Presses universitaires de Lyon, 1983.
- (en) Mario L. D'Avanzo, « Childe Roland to the Dark Tower Came: the Shelleyan and Shakespearean Context », Studies in English Literature 1500-1900, no 17,‎ 1977, p. 695-708.
- (en) Jan W. Dietrichson, « Obscurity in the Poetry of Robert Browning », Edda, no 55,‎ 1955, p. 173-191.
- (en) Henry C. Duffin, « Mysticism in Browning », Hibbert Journal, no 53,‎ 1955, p. 372-376.
- (en) Robert F. Garratt, « Browning's Dramatic Monologue: the Strategy of the Double Mask », Victorian Poetry, no 11,‎ 1973, p. 115-125.
- (en) Edward Howard Griggs, The poetry and philosophy of Browning : a handbook of eight lectures, B. W. Huebsch, 1905, 51 p..
- (en) Wilfred L. Guerin, « Irony and Tension in Browning’s "Karshish" », Victorian Poetry, no 1,‎ 1963, p. 132-139.
- (en) Rosemary Huisman, « Who Speaks and for Whom? The Search for Subjectivity in Browning’s Poetry », Journal of the Australasian Universities Language and Literature Association, no 71,‎ 1989, p. 64-87.
- (en) Daniel Karlin, « A Note on the Metre of Love Among the Ruins », Browning Society Notes, no 10,‎ 1980, p. 10-11.
- Pierre Marambaud, « Browning et l’art dans Men and Women », Annales de la Faculté des Lettres et Sciences humaines de Nice, no 43,‎ 1982, p. 41-53.
- Jean-Jacques Mayoux, « Une Imagination victorienne : Robert Browning », Critique, no 37,‎ 1981, p. 199-220.
- (en) Dorothy M. Mermin, « Speaker and Auditor in Browning's Dramatic Monologue », University of Toronto Quarterly, no 45,‎ 1976, p. 139-157.
- (en) William V. Nestrick, « Robert Browning: the Maker-See », English Journal, no 55,‎ 1966, p. 682-689.
- (en) Cornelia D. J. Pearsall, « Is it Poetry?: the Generic Implications of Browning’s Obscurity », Studies in Browning and his Circle, Baylor University, vol. 17,‎ 1989, p. 43-49.
- (en) Simon Petch, « Character and Voice in the Poetry of Robert Browning », Sydney Studies in English, no 10,‎ 1984-1985, p. 33-50.
- (en) Wm. Lyon Phelps, « Browning in France », Modern Language Notes, The Johns Hopkins University Press, vol. 31, no 1,‎ janvier 1916, p. 24-32.
- (en) Patrick Pollard, « Browning through French eyes: Gide, Du Bos and other critics c.1889-1946 », Browning Society Notes, no 30,‎ 2005, p. 29-48.
- (en) L. Robert Stevens, « Aestheticism in Browning’s Early Renaissance Monologues », Victorian Poetry, no 3,‎ 1965, p. 19-24.
- (en) Buckner B. Trawick, « The Moon Metaphor in Browning's "One Word More" », Notes and Queries, Truss, no 6,‎ 1959, p. 448 sq..
- (en) Frederic Vanson, « Robert Browning—Christian Optimist », London Quarterly and Holborn Review, no 28,‎ 1959, p. 331-335.

##### Publications de Yann Tholoniat
- Yann Tholoniat, Communication « Ut pictura poesis ? Anamorphose de la mémoire dans My Last Duchess de Robert Browning », Centre de recherche Vortex, 16 juin 2000
- Yann Tholoniat, « Point de vue/point de voix dans The Ring and the Book », Cahiers Victoriens et Édouardiens, no 60,‎ 2004a, p. 95-114.
- Yann Tholoniat, « Conscience lapsaire et science du lapsus dans Fra Lippo Lippi de Robert Browning », Cahiers Victoriens et Édouardiens, no 59,‎ 2004b, p. 251-266.
- Yann Tholoniat, « Polyphonie et décentrement dans The Ring and the Book », Imaginaires, Presses Universitaires de Reims, no 10,‎ 2004c, p. 61-74.
- Yann Tholoniat, « Au miroir déformant du style : trois caricatures de Robert Browning (C. S. Calverley, The Cock and the Bull, 1872 ; J. K. Stephen, The Last Ride Together (From Her Point of View), 1891 ; Richard Howard, Nikolaus Mardruz to his Master Ferdinand, Count of Tyrol, 1565, 1995) », Cercles, Revue pluridisciplinaire du monde anglophone, no 14, Style in the making,‎ 2005, p. 1-14 (ISSN 1292-8968, lire en ligne).
- Yann Tholoniat, « Les préliminaires textuels de Robert Browning », Cahiers Victoriens et Édouardiens, no 63,‎ 2006, p. 463-479.
- Yann Tholoniat, « Robert Browning et la mémoire historique : fait, fiction, ou foi ? », dans Roselyne Mogin-Martin, Raúl Caplán, Christophe Dumas et Erich Fisbach (dir.), La mémoire historique : interroger, construire, transmettre, Angers, Presses de l’Université d’Angers, 2007 (ISBN 978-2-915751-12-3), p. 39-47.
- Yann Tholoniat, « Tongue’s Imperial Fiat » : Les polyphonies dans l’œuvre poétique de Robert Browning, Strasbourg, Presses Universitaires de Strasbourg, novembre 2009, 365 p. (ISBN 978-2-86820-397-7).

#### Documents en ligne
- (en) Works by Robert Browning (« Œuvres de Robert Browning ») en e-book.
- (en) An analysis of "Home Thoughts, From Abroad" (« Analyse de "Nouvelles du pays, depuis l'étranger") en e-book.
- (en) Poems by Robert Browning (« Poèmes de Robert Browning ») at Poetry Foundation.org.
- (en) Works by Robert Browning (« Ouvrages de Robert Browning ») at Project Gutemberg, 135 poems of Robert Browning, Poetry Archive (« Projet Gutemberg, archive poétique : 135 poèmes de Robert Browning »).
- (en) The Barretts of Wimpole Street (« Les Barretts de Wimpole Street »), Internet Movie Database.
- (en) A recording of Browning reciting five lines from How They Brought the Good News from Ghent to Aix (Enregistrement de Browning récitant cinq vers de How They Brought the Good News from Ghent to Aix [« Comment ils portèrent la bonne nouvelle de Ghent à Aix »])

#### Association
- The Browning Society, Association « Les Amis de Browning », fondée en 1881.

### Autres sources
- (en) Cet article est partiellement ou en totalité issu de l’article de Wikipédia en anglais intitulé « Robert Browning » (voir la liste des auteurs) (Pour divers détails).

- (it) Cet article est partiellement ou en totalité issu de l’article de Wikipédia en italien intitulé « Robert Browning » (voir la liste des auteurs) (Pour l'échelle chronologique).